# FC 바르셀로나
푸트볼 클루브 바르셀로나(카탈루냐어: Futbol Club Barcelona fubˈbɔl ˈklub bəɾsəˈlonə, 축구단 바르셀로나)는 흔히 바르셀로나(barcelona) 혹은 줄여서 ˈ바르사(카탈루냐어: Barça ˈbaɾsə)로 알려진 프로 축구단이다. 스페인 카탈루냐 주 바르셀로나를 연고로 하며, 스페인 축구 1부 리그인 라리가에 소속되어 있다.
1899년, 요한 감퍼를 주축으로 다수의 스위스, 스페인, 독일, 그리고 잉글랜드의 축구인이 창단한 바르셀로나는 카탈루냐 지역과 문화의 상징으로 이는 구단 좌우명인 클럽 그 이상"("Més que un club")으로 나타난다. 다른 대부분 축구단들과 대조적으로, 지지자들이 구단주로서 구단을 운영한다. 이 구단은 $4.76B의 가치를 지니어 세계에서 142번째로 가치가 높은 구단으로 알려져 있으며, 매출 면에서 €582.1M의 소득을 내는 연간 486번째로 부유한 구단이기도 하다. 바르셀로나의 공식곡은 "바르사 찬가"로 자우메 피카스와 주제프 마리아 에스피나스가 작사했다. 전통적으로 바르셀로나는 짙은 청색과 적색 줄무늬 유니폼을 착용해 파랑-클라르 군단(Blaugrana)으로 수식된다.
바르셀로나는 국내 무대에서 많은 우승을 기록하고 있다: 라 리가를 28번, 코파 델 레이를 32번(최다 우승), 수페르코파 데 에스파냐를 14번(최다 우승)을 했다. 챔피언스리그를 5번, UEFA 슈퍼컵을 공동 최다인 5번, 그리고 클럽 월드컵을 3번 우승했다. 바르셀로나는 1997년, 2009년, 2011년, 2012년, 그리고 2015년에 국제 축구 역사 통계 연맹 랭킹 1등을 달렸다. 구단은 오랜 기간 레알 마드리드와 경쟁 관계로 두 구단 간의 경기는 고전 더비로 수식된다.
바르셀로나는 세계에서 지지자들이 손꼽히게 큰 구단으로, 사회 매체 추종자 규모도 세계의 스포츠 구단들 중 손에 꼽히게 크다. 바르셀로나는 요한 크라위프를 필두로 발롱도르 수상자를 역대 최고인 7번 배출했으며, 호마리우 뎀벨레, 쿠티뉴, 그리고 호나우지뉴를 비롯해 FIFA 올해의 선수 수상자도 역대 최다인 7번 배출했다. 2010년에는 구단 유소년부 출신인 리오넬 메시, 안드레스 이니에스타, 그리고 차비가 2010년 FIFA 발롱도르의 최종 후보 3인으로 올랐는데, 같은 유소년부 출신으로 최종 후보 3명이 선정된 것은 전례 없는 일이었다. 또한 유러피언 골든 슈 수상자도 바르셀로나가 역대 최다로 배출했다.
바르셀로나는 1929년에 1부 리그인 라 리가가 출범한 이래 한 번도 강등되지 않은 3개 구단 중 하나로, 나머지 두 구단은 아틀레틱 빌바오와 레알 마드리드이다. 2009년, 바르셀로나는 라 리가, 코파 델 레이, 그리고 챔피언스리그를 모두 성공해 스페인 구단 사상 처음으로 대륙 3관왕을 달성한 구단이 되었으며, 수페르코파 데 에스파냐, UEFA 슈퍼컵, 그리고 클럽 월드컵 우승도 추가하여 한 해에 치른 6대회를 모두 석권한 첫 스페인 구단으로도 이름을 올렸다. 2011년, 바르셀로나는 다시 유럽 정상에 올랐으며, 3개 대회를 석권했다. 이 바르셀로나 선수단은 4년 동안 페프 과르디올라 감독의 지도 하에 많은 대회 정상에 올랐고, 축구 역사상 역대 최고의 선수단 중 하나로 거론된다. 2015년에 5번째 챔피언스리그 우승컵을 들어올리며, 바르셀로나는 유럽 축구 역사상 대륙 3관왕을 2번 달성한 최고의 구단으로도 기록에 남았다. 홈구장 은 2개이다 스포티파이캄노우 에스타디 올림픽 컴파니스 에스타디 올림픽 컴파니스 는 2023년 부터 2025년까지 임시로 사용 중이다.

## 역사

### 초창기

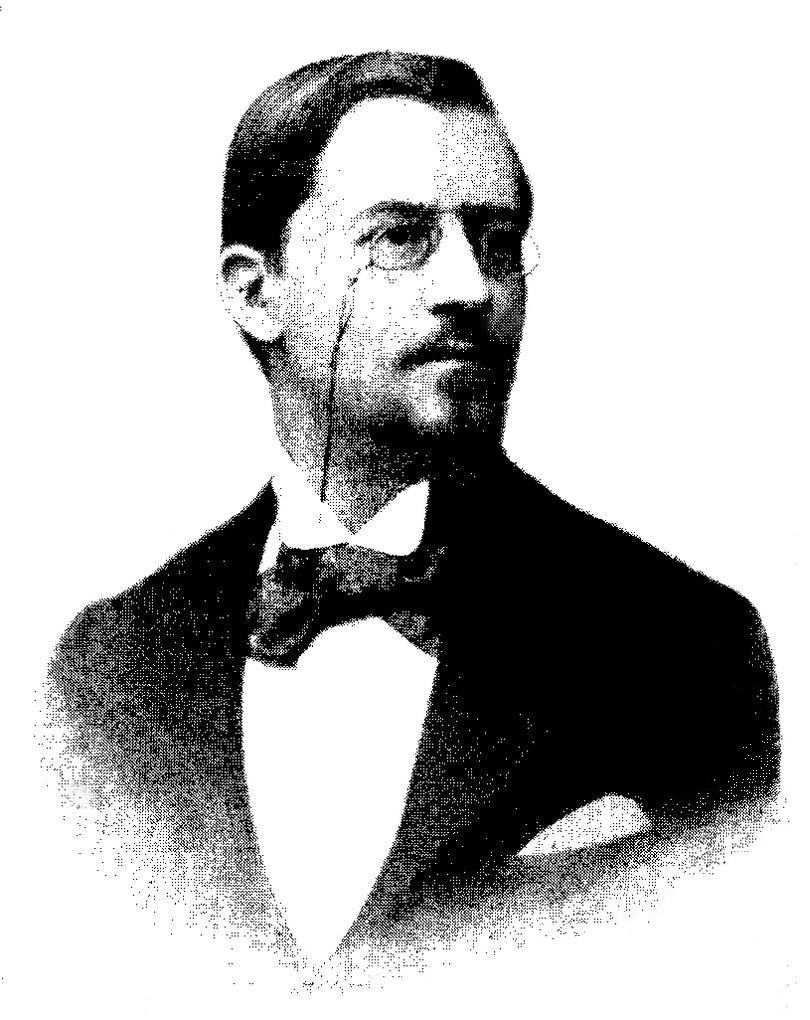
구단의 초대 회장인 발터 빌트(1899–1901). 그의 주 업적은 바르사의 첫 안방 구장을 마련한 것이었다.

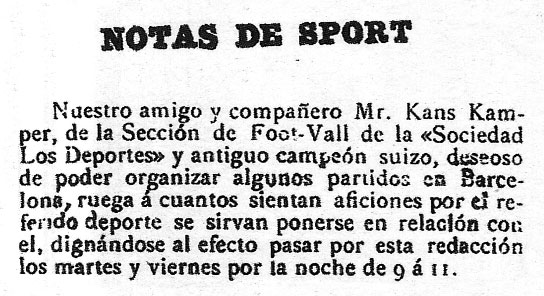
감퍼의 로스 데포르테스 광고
한국어 번역: "스포츠 알림 우리의 친구이자 동료인 칸스 캄퍼 씨가 '체육사회단'의 축구부이자 전 스위스 제패자가 바르셀로나에서 경기를 조직하고자 하며, 이 종목을 좋아하는 자는 누구든지 그를 만나 볼 것이며, 화요일과 금요일 밤 9시에서 11시 사이에 그의 사무실을 방문하십시오."

1899년 10월 22일, 스위스인 한스 감퍼가 로스 데포르테스의 축구단 창설 의사를 알리는 광고를 기재했다. 11월 29일에 이 광고를 긍정적으로 평한 자들이 태양 체육관(Gimnasio Solé)에 모였다. 발터 빌트(구단의 초대 회장), 류이스 두소, 바르투메우 테라다스, 오토 쿤츨레, 오토 마이어, 엔리크 두칼, 페레 카부트, 카를레스 푸줄, 주제프 류베트, 존 파슨스, 그리고 윌리엄 파슨스로 구성된 11명의 선수들이 참가했고, 축구단 바르셀로나가 출범했다.

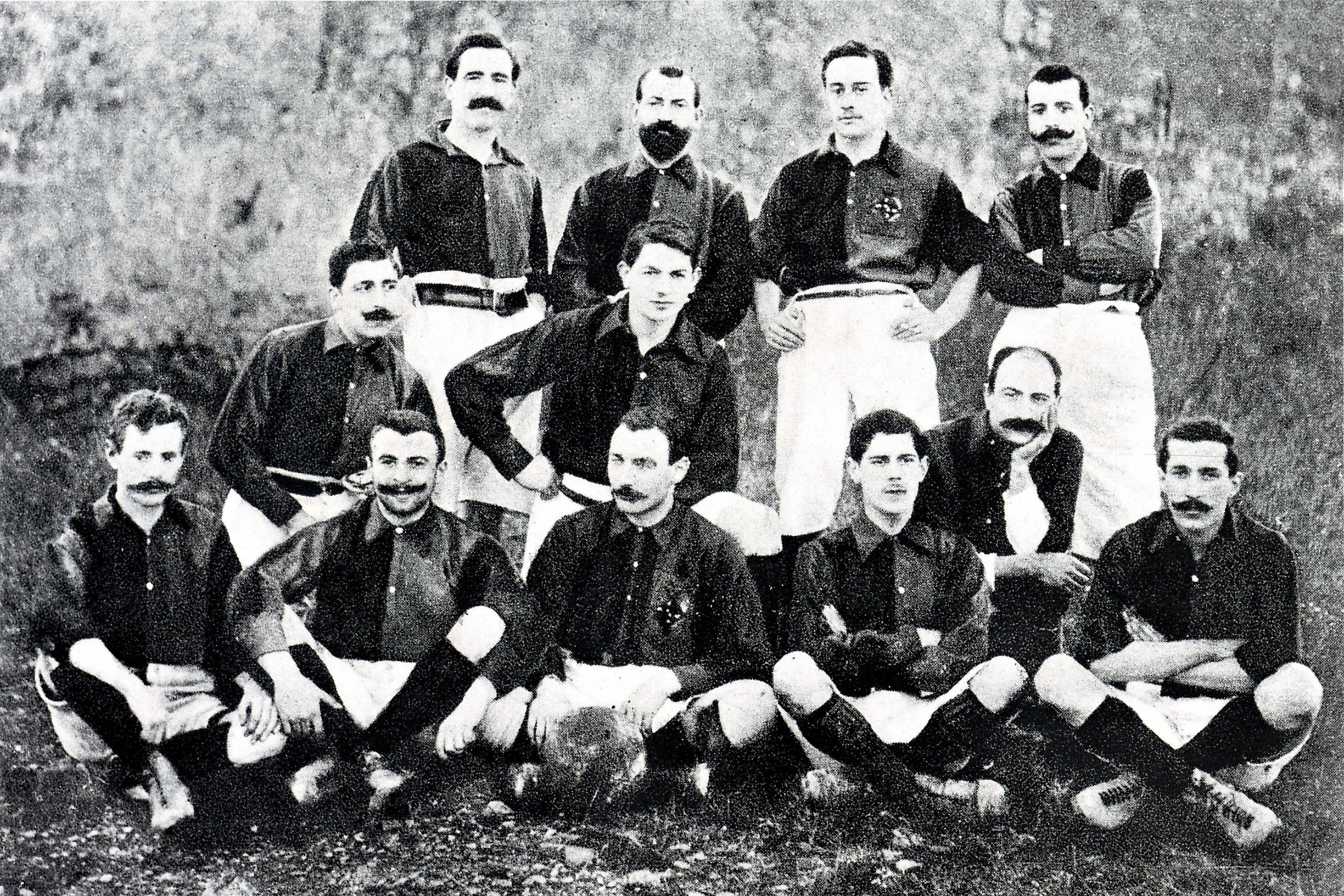
1903년의 바르셀로나 선수단

바르셀로나는 지역 및 전국 무대에서 성공의 가도를 달렸는데, 카탈루냐 선수권 대회와 코파 델 레이에서 큰 두각을 나타냈다. 1902년, 구단은 사상 첫 우승컵으로 코파 마카야에 참가했고, 초대 코파 델 레이에 참가했지만, 결승전에서 비스카야에게 1-2로 패했다. 1908년, 한스 감퍼(카탈루냐식으로 주안 감페르)는 바르셀로나 회장으로 취임해 해단을 막기 위해 동분서주했는데, 구단은 1905년에 카탈루냐 선수권 대회를 우승한 이래 경기장 내는 물론 재정 및 사회적으로도 흔들렸다. 그는 회의에서 "바르셀로나는 죽지 않을 것이며 죽어서도 안됩니다. 도전할 그 누구도 없다면 제가 지금부터 구단 운영에 총대를 매겠습니다"라고 발언했다. 감퍼는 1908년부터 1925년까지 회장을 다섯 차례 나누어서 역임했는데, 그는 25년 동안 구단의 수장으로 역임했다. 그가 바르사에서 거둔 최고의 수확은 전용 구장에 정착해 안정적인 수입원을 확보한 것이었다.
1909년 3월 14일, 바르셀로나는 8,000명의 관중을 수용할 수 있는 인두스트리아 구장에 입주했다. 새 구장 입주를 자축하기 위해, 구단은 이듬해에 문양 공모회를 열었고, 이 공모전의 우승자는 카를레스 쿠마말라로, 그가 제안한 문양은 현재까지 세세한 변경 외에 큰 변화 없이 지금까지 사용되고 있다.
새 구장에 입주하면서, 바르셀로나는 피레네 컵 초대 대회에 참가했는데, 이 대회에 남부 프랑스의 랑그도크, 르 미디, 그리고 아키텐의 최상급 구단들과 바스크 국가와 카탈루냐 지역의 선수단이 참가했고, 나머지는 스페인 완충지의 연고 구단들이었다. 이 대회는 당대 최고의 대회로 평해졌다. 1910년 출범 이래 1913년까지 바르셀로나는 이 대회를 4년 연속 우승했다. 카를레스 쿠마말라가 4번의 우승 주역으로 맹활약하며 아메차수라와 잭 그린웰과 호흡을 맞추었다. 후자의 경우 1917년에 구단의 초대 정식 감독으로 취임했다. 마지막 대회는 1914년에 바르셀로나에서 열렸는데, 이 대회는 지역 경쟁 구단인 에스파뇰이 우승했다.
비슷한 시기, 구단은 공식 언어를 카스티야어에서 카탈루냐어로 변경했고, 서서히 카탈루냐 정체성의 상징으로 거듭나기 시작했다. 다수의 지지자들은 구단사에 참가하는 일이 경기 자체보다 구단의 집단 정체성의 일부가 되는 것으로 인식했다. 1917년 2월 4일, 구단은 1913년부터 1928년까지 활약한 라몬 토랄바를 위한 구단의 첫 헌정 경기를 치렀다. 이 경기에서 안방의 테라사 선수들이 바르셀로나를 6-2로 이겼었다.
감퍼는 이 격동기에 더 많은 구단 회원을 모집하는 활동에 임했고, 1922년까지 구단에 20,000명 이상이 속해 있어 구장 신축에 도움을 주었다. 구단은 같은 해에 이후 레스 코르츠 신구장으로 이동했다. 레스 코르츠의 수용 인원은 30,000명이었고, 1940년대에는 60,000명까지 수용할 수 있도록 확장되었다.
감퍼는 잭 그린웰을 감독으로 내정해 바르셀로나는 사상 처음으로 정식 감독을 두게 되었다. 그의 취임으로, 구단은 경기 현장에서 힘을 발휘하기 시작했다. 감퍼의 임기에 바르셀로나는 카탈루냐 선수권 대회를 11번, 코파 델 레이를 6번, 피레네 컵을 4번 들어올렸고, 사상 첫 "중흥기"를 맞이했다.

### 리베라, 공화국, 그리고 내전

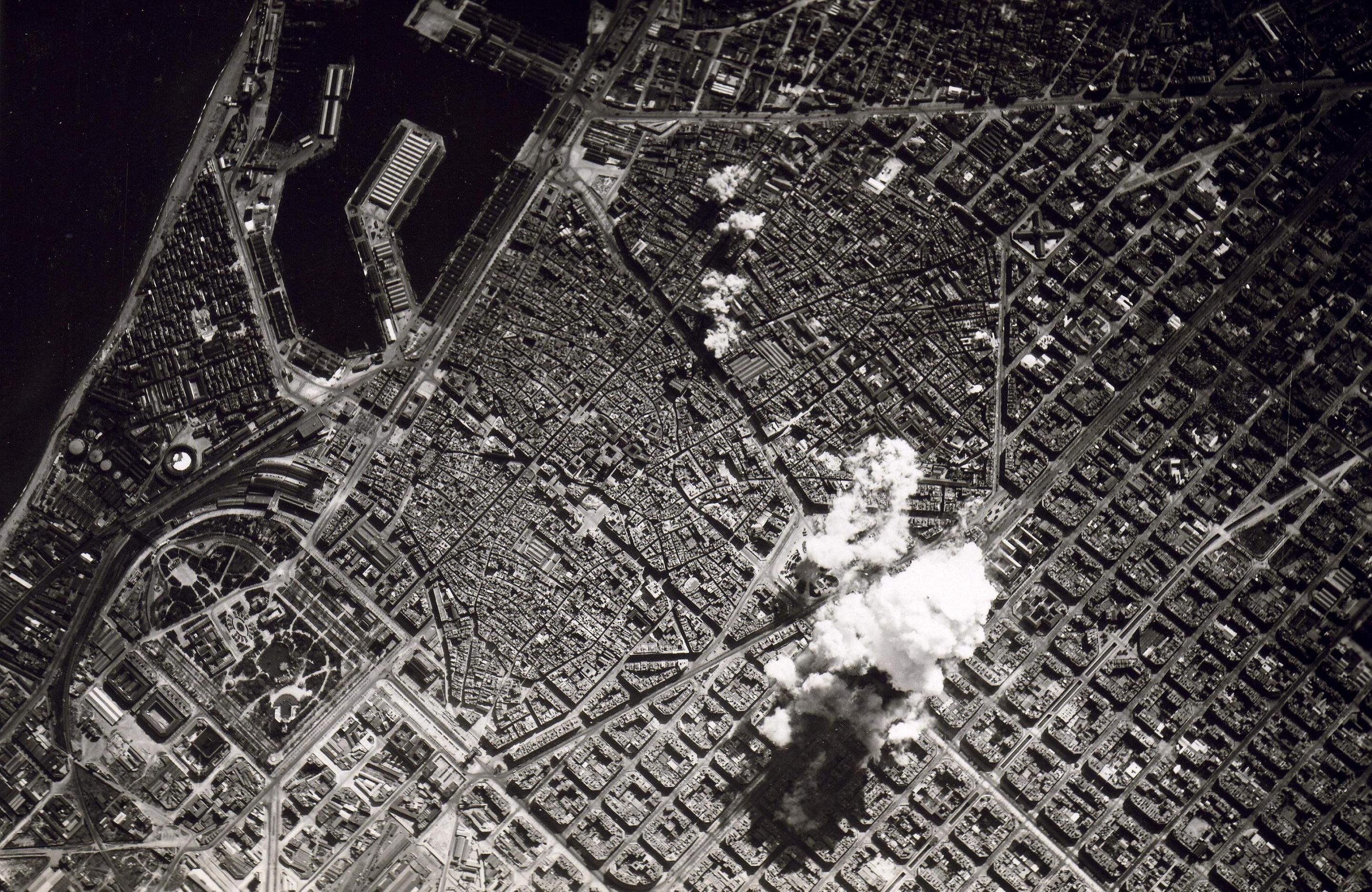
1938년, 바르셀로나의 공중 폭격

1925년 6월 14일, 프리모 데 리베라의 독재에 단한 반발로, 경기장의 관중은 국왕 행진곡에 야유를 퍼부었다. 리베라는 이에 대한 응수로 구장을 6개월 동안 폐쇄했고, 감퍼 회장은 직위를 포기해야만 했다. 이 시기는 축구계의 프로무대 전환과 맞물렸는데, 1926년에 바르셀로나는 사상 처음으로 프로 구단으로 전환했음을 공식 선포했다.

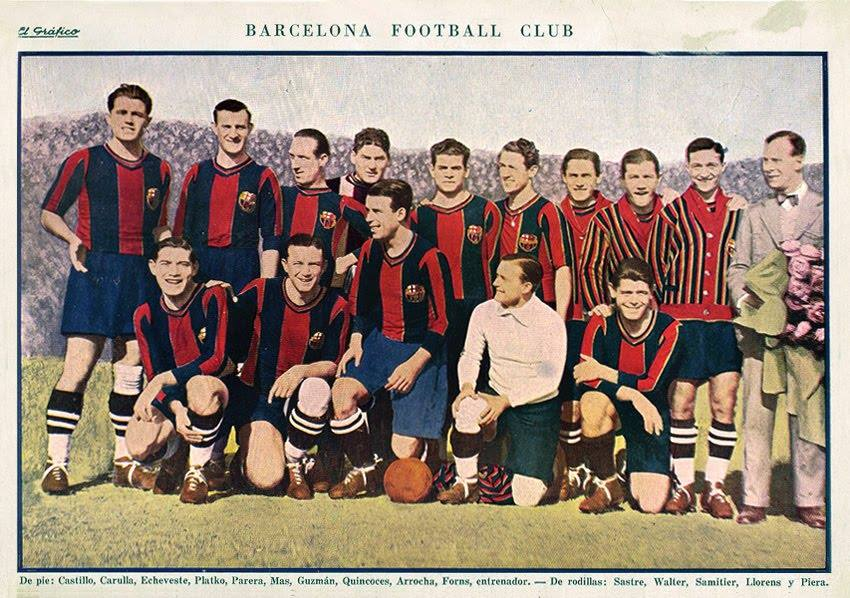
1926년, 엘 그라피코의 표지를 장식한 바르셀로나 선수단

1927년 7월 3일, 구단은 스페인 국가대표팀을 상대로 파울리노 알칸타라를 위한 구단의 2번째 헌정 경기를 펼쳤다. 경기 시작에 앞서, 현지 기자이자 비행사 주제프 카누다스가 비행기에서 공을 구장에 투하했다. 1928년, 코파 델 레이의 우승을 27세대의 대표 시인 라파엘 알베르티가 바르셀로나 골키퍼 플러트코 페렌츠의 맹활약에 영감받아 작사한  "플러트코의 찬가"로 자축했다. 1929년 6월 23일, 바르셀로나는 스페인 1부 리그 첫 시즌을 우승으로 장식했다. 그 이듬해인 1930년 7월 30일, 감퍼는 사적 및 재산 문제로 장기간 우울증을 앓던 감퍼가 자살로 명을 달리했다.
비록 바르셀로나는 주제프 에스콜라를 비롯한 선수들을 구준히 배출했지만, 서서히 내리막길을 탔는데, 이는 정치적 투쟁이 스포츠계에 영향을 주던 겹쳤다. 경기 관중 수는 바르셀로나의 시민이 정치적 문제에 집중하면서 더욱 줄어들었다. 비록 바르셀로나는 1930년, 1931년, 1932년, 1934년, 1936년, 그리고 1938년에 카탈루냐 선수권 대회를 우승했지만, 전국 대회에서는 (1937년 논란의 우승을 제외하고) 없었다.
1936년에 스페인 내전이 발발하고 1달이 지난 후, 몇몇 바르셀로나 선수들이 징집되어 아틀레틱 빌바오, 마드리드 축구단 등의 구단들 선수들과 내전에 참가했다. 그 해 8월 6일, 팔랑헤주의 병사가 과다라마 근처에서 독립에 옹호적인 정치가이자 전 구단 회장이었던 주제프 수뇰을 살해했다. 그는 바르셀로나주의의 순교자로 회자되었는데, 그의 살해 사건은 바르셀로나와 카탈루냐 정체성의 상징적 순간으로도 꼽힌다. 1937년 여름, 바르셀로나 선수단은 스페인 제2공화국의 비공식 대사로서 멕시코와 미국을 순회했다. 순회단은 구단의 재정 안정화로도 이어졌지만, 절반의 선수단이 멕시코와 프랑스에 비호권을 주장하여, 바르셀로나가 이후 우승 경쟁에서 더욱 고전하게 되었다.
1938년 3월 16일, 바르셀로나는 이탈리아 공군의 폭격을 당해 3,000명 이상의 사망자를 냈으며, 폭탄 하나는 구단의 사무실 근처에 떨어졌다. 몇 달 후, 카탈루냐는 점령되었고, "다스려지지 않은" 카탈루냐주의의 상징인 구단의 회원은 3,486명으로 줄었으며, 여러 제재의 대상이 되었다. 언어, 깃발, 그리고 분리주의의 각종 상징물은 지역 민족주의의 표시로 간주되어 스페인 전역에서 퇴출되었다. 카탈루냐기는 사용이 금지되었고, 구단 또한 비스페인어 명칭의 사용이 금지되었다. 그에 따라 구단명은 클루브 데 푸트볼 바르셀로나(Club de Fútbol Barcelona, 축구의 구단 바르셀로나)로 개칭되었고, 문양의 카탈루냐기는 제거되었다.

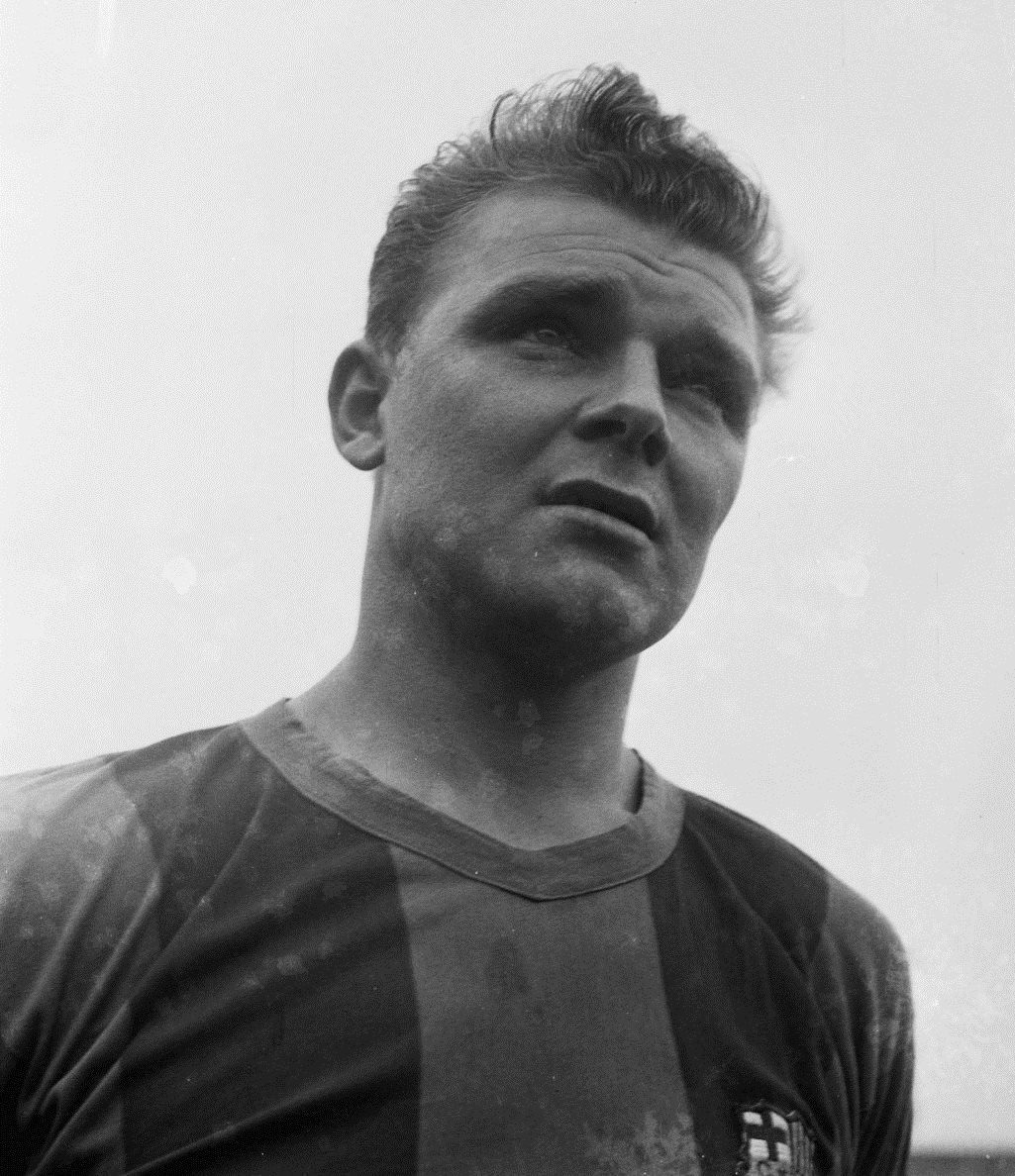
많은 득점을 올리는 공격수 쿠벌러 라슬로는 1950년대 바르셀로나의 또다른 중흥기를 불러보았다. 캄 노우 밖에는 그의 동상이 세워져 있다.

1943년, 바르셀로나는 코파 델 헤네랄리시모(현 코파 델 레이) 준결승전에서 숙적 레알 마드리드를 상대했다. 레스 코르츠에서의 1차전은 바르셀로가 3-0으로 이겼다. 2차전에서 레알 마드리드는 2차전에서 11-1의 큰 점수로 대파했다. 시드 로우 축구 기자는 "이 경기에 대한 언급이 몇몇 있었고(있었기에) 마드리드에서는 이 경기 승리를 크게 자축하지 않는다. 물론, 11-1의 경기 결과는 바르셀로나 역사에 더욱 뚜렷하게 남았다. 이 경기는 마드리드가 독재의 상징이며 바르셀로나가 그의 피해자라는 프레임을 씌운 경기이기도 했다." 지역 기자 파코 아길라르는 바르셀로나 선수들이 탈의실에서 경찰의 협박을 받았다고 발언했지만, 그에 대한 물증은 없었다.
정치적 난관에도 불구하고 바르셀로나는 1940년대와 1950년대에 상대적으로 강세를 이어나갔다. 1945년, 주제프 사미티에르가 감독으로 지휘할 당시 세사르, 라마예츠, 그리고 벨라스코를 비롯한 선수진이 포진한 바르셀로나는 1929년 이래 첫 라 리가 우승을 거두었고, 1948년과 1949년에 리그 우승을 2번 추가했다. 1949년에는 사상 첫 코파 라티나 우승도 거두었다. 1950년 6월, 바르셀로나는 쿠벌러 라슬로를 영입했는데, 그는 이후 구단의 중요한 대들보로 자리매김했다.
1951년 비내리는 일요일, 관중은 레스 코르츠에서 라싱 산탄데르를 이기고 2-1로 승리한 뒤 트램을 타지 않고 모두 도보로 이동해 프랑코주의 당국을 놀라게 했다. 이유는 다음과 같았다: 같은 시기 바르셀로나의 트램은 파중이었는데, 이는 파랑-클라르 지지자들의 지지를 받고 있었기 때문이다. 이 사건은 바르셀로나를 단순한 카탈루냐주의 외에도 진보 스페인인으로부터 구단을 권리와 자유의 수호자로 인식하게 되었다.
페르디난트 다우치크와 쿠벌러 라슬로 감독은 도합 5개 대회 우승을 거두었는데, 1952년에는 라 리가 외에도, 코파 델 헤네랄리시모, 코파 라티나, 코파 에바 두아르테, 그리고 코파 마르티니 로시를 우승했다. 1953년, 구단은 라 리가와 코파 델 헤네랄리시모를 다시 석권했다.

### 축구의 구단 바르셀로나

1960-61 시즌, 함부르크와의 준결승전을 앞두고 도열한 바르셀로나 선수들

엘레니오 에레라 감독의 임기에, 1960년 유럽 올해의 축구 선수로 지명된 루이스 수아레스, 쿠벌러의 추천으로 영입한 명망 높은 헝가리인 코치시 샨도르와 치보르 졸탄을 앞세워 바르셀로나는 1959년에 또다시 국내 2관왕을 달성했고, 1960년에는 라 리가와 인터시티스 페어스컵을 동시에 석권했다. 1961년, 바르셀로나는 유러피언컵 플레이오프전에서 레알 마드리드를 꺾고, 이 대회에서 레알 마드리드를 탈락시킨 첫 주인공이 되었다. 그러나, 그 시즌 결승전에서 벤피카에 2-3으로 패하며 우승이 좌절되었다.

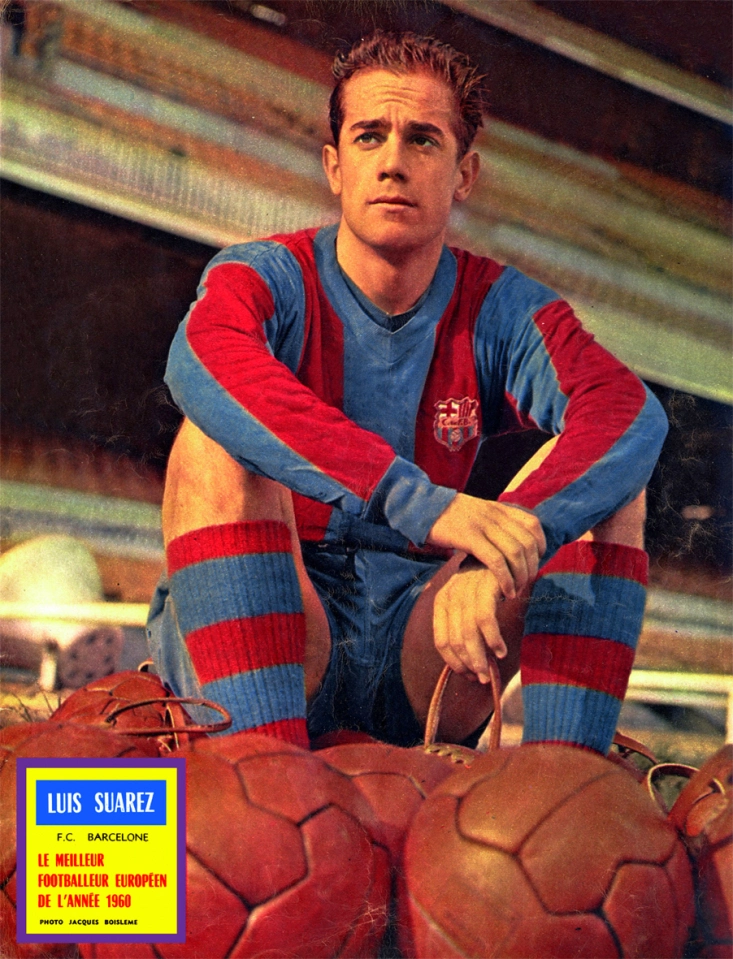
바르셀로나의 1호 발롱도르 수상자인 루이스 수아레스

1960년대에 들어 레알 마드리드가 라 리가를 독점하면서 바르셀로나는 그리 큰 성공을 거두지 못했다. 캄 노우가 1957년에 완공되면서 바르셀로나는 (프란시스코 프랑코의 재정적 지원 및 그린벨트 해제 특혜에도 불구하고) 선수 보강에 들일 에산이 부족했다. 1960년대에는 주제프 마리아 푸스테와 카를레스 렉샤크가 부상하였고, 구단은 1963년에 코파 델 헤네랄리시모를, 1966년에는 인터시티스 페어스컵 우승을 거두었다. 바르셀로나는 내전 시절 공화파 살바도르 아르티가스 감독의 지휘 하에 산티아고 베르나베우에서 프란시스코 프랑코가 지켜보는 가운데 레알 마드리드와의 1968년 코파 델 헤네랄리시모 결승전에서 1-0으로 꺾고 자존심을 어느정도 세웠다. 프랑코의 독재가 1975년에 끝나면서, 구단은 문양과 구단명을 현재 명칭인 축구단 바르셀로나(Futbol Club Barcelona)로 환원했고, 문양의 약자 순서도 현재 순서로 변경했다.
1973-74 시즌, 요한 크라위프가 당시 세계 최고 이적료인 £920,000에 아약스에서 입단했다. 이미 아약스에서 대성한 크라위프는 유럽 기자회견에서 레알 마드리드가 아닌 바르셀로나의 입단을 결정한 것은 프란시스코 프랑코와 연이 있는 구단에 입단하지 않기 위해서라 밝혀 바르셀로나 지지자들의 환호를 받았다는 호사가의 이야기가 있었다. 그는 성 게오르기우스의 카탈루냐어 이름을 차용해 아들 이름을 조르디로 칭하며 카탈루냐에 특별한 애정을 과시했다. 후안 마누엘 아센시, 카를레스 렉샤크, 그리고 우고 소틸 등과 협력하여 바르셀로나는 1973-74 시즌에 1960년 이후로는 처음으로 리그 우승을 거두었는데, 이 과정에서 레알 마드리드를 산티아고 베르나베우 원정에서 5-0으로 대파했다. 크라위프는 바르셀로나 1년차인 1973년에 유럽 올해의 축구 선수(1971년 아약스 시절에 첫 발롱도르 수상 이후 2번째 발롱도르 수상이었다)로 선정되었다. 크라위프는 이 명망 높은 상을 이듬해인 1974년에 바르셀로나 소속으로 3번째로(그는 사상 처음으로 3번 발롱도르를 수상한 선수가 되었다) 받았다.

### 누녜스 회장과 구단 안정기

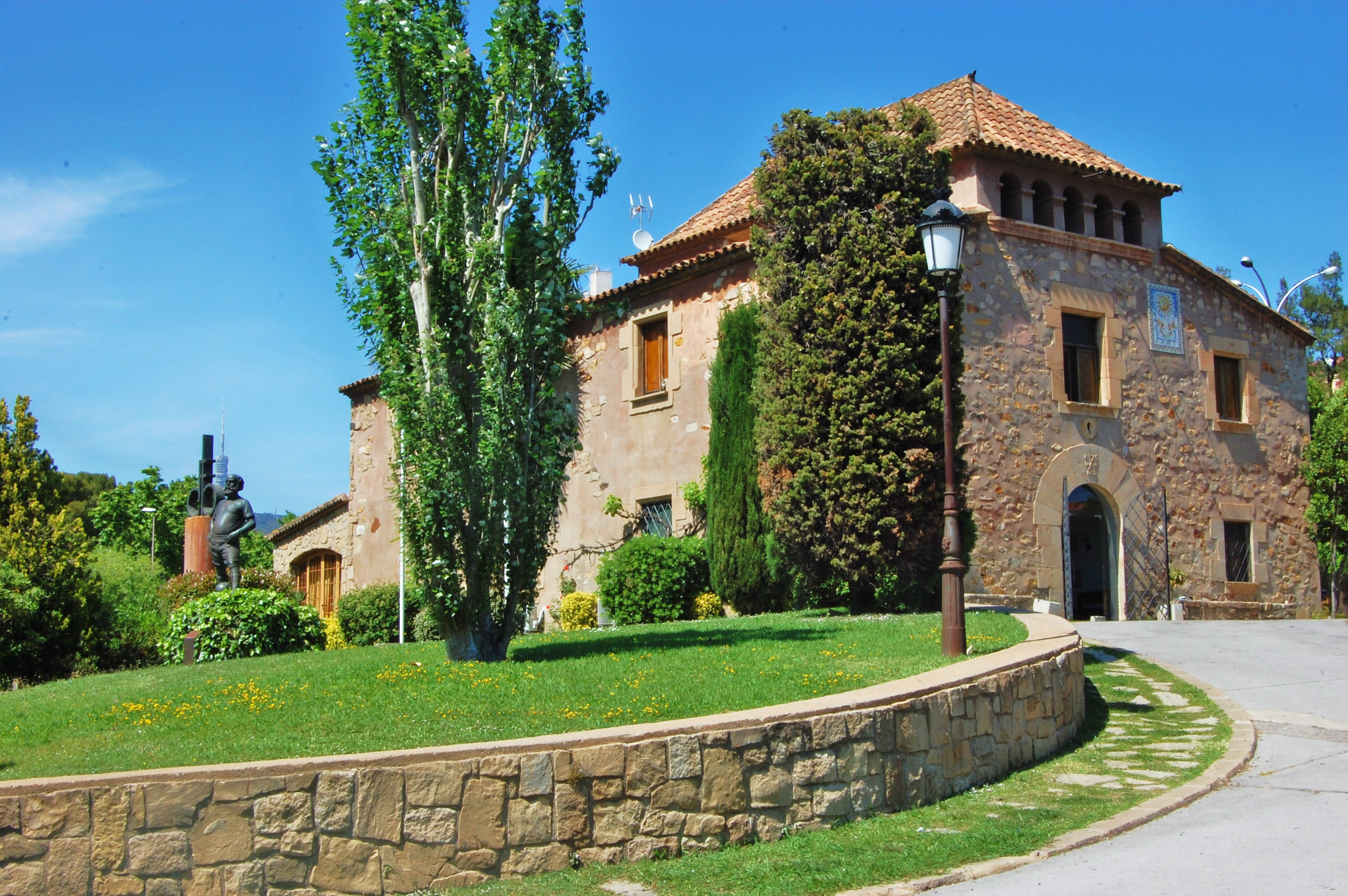
1979년, 바르셀로나는 1702년에 건립된 농장인 라 마시아 데 칸 플라나스를 매입해 유소년 선수들의 거처로 재단장했다. 이 곳은 훗날 구단의 성공에 밑거름이 되었다.

1978년, 주제프 류이스 누녜스가 바르셀로나의 첫 선출 회장이 되었고, 그 후로 바르셀로나는 회장을 선출했다. 바르셀로나의 회장 선출 절차는 1974년 스페인의 민주화와 프랑코 독재의 종말과 연관되어 있다. 신임 선출 회장의 주 목적은 구단 내외로 안정화시켜 바르셀로나를 세계구급 구단으로 탈바꿈하는 것이었다. 그의 회장 임기는 22년간 지속되었으며, 이 시기에 바르셀로나는 특징이 잘 드러났는데, 누녜스는 급여를 엄격히 제한해 디에고 마라도나, 호마리우, 호나우두 등의 선수들이 보다 높은 급여 수준을 요구할 때 이를 무시하고 방출했다.
1979년 5월 16일, 바르셀로나는 30,000명의 파랑-클라르 원정 지지자들이 지켜보는 가운데 바젤에서 포르투나 뒤셀도르프를 4-3으로 이기고 사상 첫 유러피언 컵위너스컵 우승을 거두었다. 같은 해, 누녜스는 농장(La Masia)을 해외 출신 유소년부의 기숙사로 재단장하며 유소년 육성 프로그램에 투자를 시작했다. 기숙사의 명칭은 이후 바르셀로나의 유소년 육성 프로그램을 지칭하는 말로도 쓰였다.

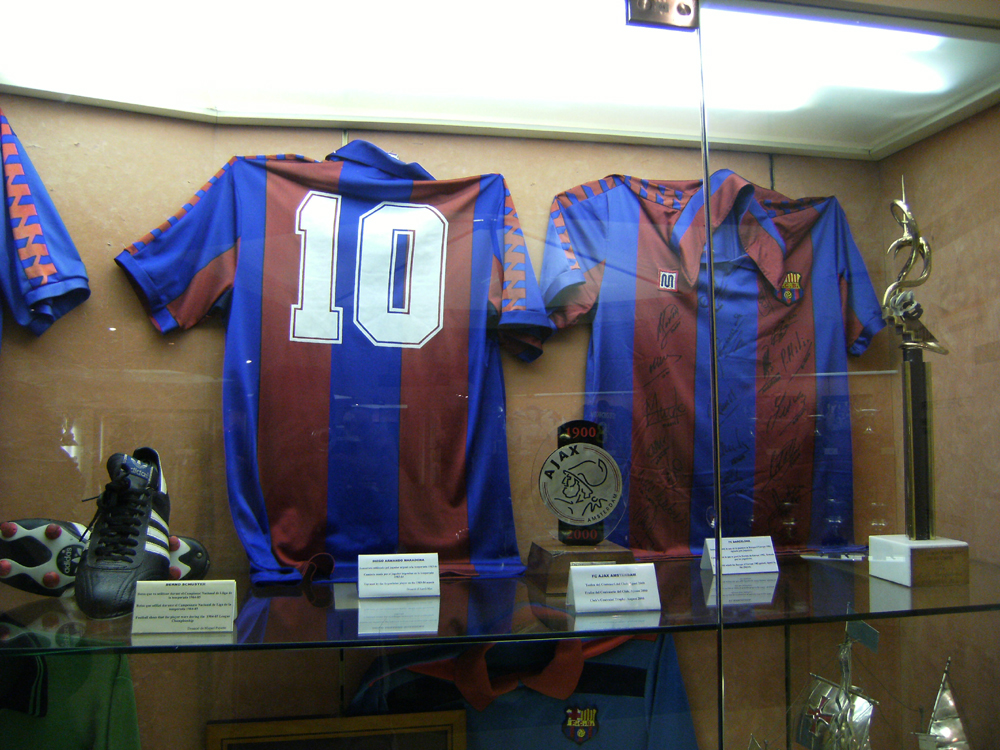
바르셀로나 박물관에 전시된 디에고 마라도나의 파랑-클라르 유니폼

1982년 6월, 디에고 마라도나가 당대 최고 이적료인 £5M에 보카 주니어스에서 입단했다. 세사르 루이스 메노티가 지도한 그 시즌에 바르셀로나는 레알 마드리드를 이기고 코파 델 레이를 우승했다. 그러나, 마라도나는 바르셀로나에 오래 머물지 않았고, 이후 나폴리로 이적했다. 1984-85 시즌을 앞두고 테리 베너블스가 감독으로 취임해 독일인 미드필더 베른트 슈스터의 맹활약에 힘입어 라 리가 정상을 탈환했다. 그 다음 시즌, 그는 바르셀로나를 이끌고 유러피언컵에서 사상 2번째 결승전에 진출했지만, 세비야의 산체스 피스후안에서 벌어진 스테아우아 부쿠레슈티 극적인 접전 끝에 승부차기로 패했다.
당시 누녜스 회장의 독선적인 행보와 극단적인 지지단체 미친 소년단 사이의 긴장감이 돌기 시작했다. 이 지지 단체는 본래 극좌 극단적 분리주의 단체로, 누녜스의 즉각 사퇴를 요구했고, 경기 중 연호와 호소기로 자신의 의사를 표명했다. 같은 시기, 바르셀로나 내에는 스킨헤드와 같은 극우 분리주의 단체도 활동했다. 스킨헤드는 미친 소년단과 융합되어 이념을 자유주의에서 파시즘으로 바꾸어 지지단 내부에 균열이 일어났고, 누녜스의 회장에 대한 지지에 찬반이 갈렸다. 영국의 훌리건 단체와 마찬가지로 미친 소년단은 폭력적인 단체로, 난동을 벌이대 대대적 구속 사건을 일으키곤 했다.
1986년 월드컵이 끝나고 바르셀로나는 잉글랜드 국가대표 골잡이 게리 리네커와 빌바오 수문장 안도니 수비사레타를 영입했지만 여전히 성공과는 거리가 있었고, 슈스터는 선수단에서 제외되었다. 테리 베너블스는 1987-88 시즌 초에 해임되어 루이스 아라고네스가 취임했다. 이 시즌에 레알 소시에다드와의 코파 델 레이 결승전에서 1-0으로 이겼지만 선수단이 누녜스 회장에게 대대적 항명을 하는 에스페리아 반란 사건이 일어났다.
꿈의 선수단 시대

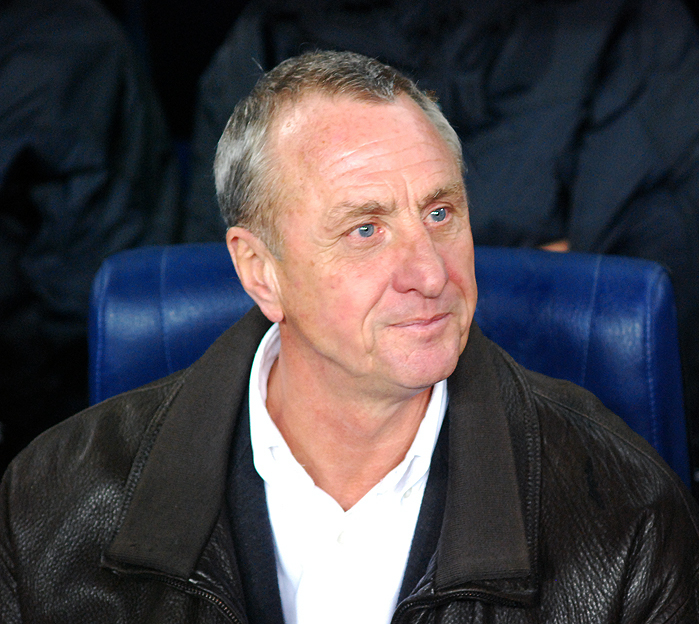
"꿈의 선수단"을 이끈 요한 크라위프는 바르셀로나의 리그 4연패로 이끌었다.

1988년, 요한 크라위프가 구단의 감독으로 복귀해 이번에는 훗날 "꿈의 선수단"으로 회자되는 선수단을 결성했다. 그는 페프 과르디올라, 호세 마리 바케로, 혼 안도니 고이코에체아, 미겔 앙헬 나달, 그리고 치키 베히리스타인 등의 국내 선수들과 로날트 쿠만, 미카엘 라우드루프, 호마리우, 그리고 흐리스토 스토이치코프와 같은 해외 유명 선수들을 융합시켰다.
이 시기에 농장 유소년 프로그램을 시작한 지 10년을 넘기기 시작해 유소년 선수들이 졸업하여 1군에 자리잡기 시작했다. 졸업생들 중 하나였던 페프 과르디올라는 이후 국제적 찬사를 받았으며, 바르셀로나 감독을 역임하기까지 했다. 크라위프 감독의 지휘 하에 바르셀로나는 1991년부터 1994년까지 라 리가 4연속 우승을 달성했다. 또한 유럽대항전에서는 삼프도리아와 치른 1989년 유러피언 컵위너스컵과 1992년 웸블리에서 열린 유러피언컵에서 모두 승리했고, 수페르코파 데 에스파냐도 3번 우승했다. 크라위프는 감독으로서 11개 대회 우승을 거두어 현재까지 가장 많은 우승을 거둔 감독으로 남아있다. 그는 8년 동안 감독을 역임해 구단의 역대 최장수 감독으로도 남아있다. 크라위프의 임기는 막판 2년으로 인해 바뀌었는데, 그동안 바르셀로나는 추가로 우승을 거두지 못했고, 주제프 류이스 누녜스 회장과의 불화로 구단을 떠나게 되었다. 크라위프의 축구 철학적 유산과 공을 주고받는 경기 전개 방식이 구단에 도입되었고, 이후 바르셀로나 감독을 역임하는 페프 과르디올라는 "크라위프 감독님이 성당을 지으셨으니, 우리가 할 일은 이곳을 유지보수하는 일입니다"라고 언급했다.
크라위프가 감독직을 내려놓자 아르만드 카라벤, 주안 라포르타, 그리고 알폰스 구달이 조직한 독자적 시위 단체가 조직되었다. 푸른 코끼리(L'Elefant Blau)로 불리는 이 단체는 구단의 전통적 가치를 더럽힌다고 생각하는 누녜스 회장에 대한 반발로 조직되었다. 이들 중 라포르타가 2003년에 바르셀로나 회장으로 취임했다.
크라위프의 후임으로 보비 롭슨이 취임했는데, 그는 1996-97 시즌에 1년 동안 감독을 역임했다. 그는 호나우두를 전 소속 구단인 PSV로부터 영입해 코파 델 레이, 컵위너스컵, 그리고 수페르코파 데 에스파냐의 컵 3관왕을 달성했고, 호나우두는 49번의 경기에서 47골을 기록했다. 롭슨 감독은 짧은 시기에 많은 성공을 거두었지만, 구단은 루이 판 할 감독이 야인으로 나오자 즉시 감독 교체를 단행했다.
마라도나의 경우와 마찬가지로, 호나우두도 바르셀로나에 오래 머물지 않고, 인테르나치오날레로 이적하며 또다시 이적료 기록을 경신했다. 그러나 그의 공백을 루이스 피구, 파트릭 클라위버르트, 루이스 엔리케, 그리고 히바우두로 메꾸었고, 바르셀로나는 1998년에 코파 델 레이와 라 리가를 동시에 석권했다. 1999년, 구단은 100주년(centenari)을 라 리가 우승으로 자축했고, 히바우두는 유럽 올해의 선수로 지명된 4번째 선수가 되었다. 이러한 국내 무대 선전에도 불구하고, 구단은 당시 유럽 무대에서 선전하는 레알 마드리드와 같이 챔피언스리그 우승을 재현하지 못해 판 할 감독과 누녜스 회장이 2000년에 동시 사퇴했다.

### 누녜스 이후 격동기

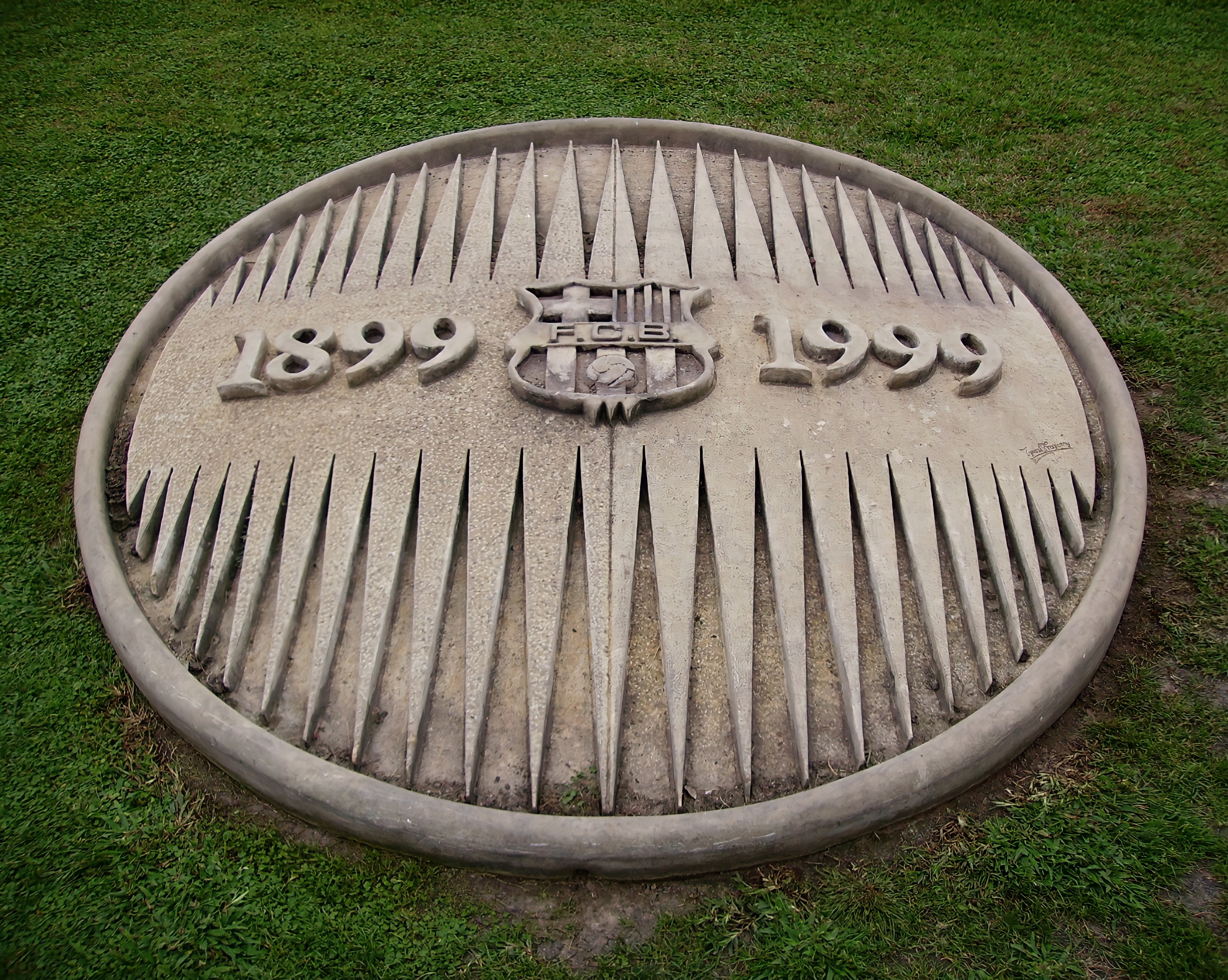
바르셀로나의 100주년을 기념하는 조형물

누녜스 회장과 판 할 감독이 구단을 떠난 일은 당시 부회장이었던 루이스 피구의 이적에 묻혔다. 피구는 대대적으로 지지를 받는 거물이었고, 카탈루냐인과 동행했다고 생각되어왔다. 바르셀로나 지지자들은 피구가 숙적 레알 마드리드로 이적하겠다고 결정을 하며 불신의 대상이 되었고, 캄 노우에 처음 원정으로 복귀했을 때, 피구는 매우 적대적인 환영식을 맞이했다. 첫 원정 경기에서 돼지의 머리와 가득 찬 위스키병이 관중석에서 투척되었다. 바르셀로나는 이어지는 3년 동안 하락세를 탔는데, 감독이 수시로 변경되었다. 판 할의 후임으로 취임한 로렌소 세라 페레르는 2000년 여름에 대대적인 선수단 보강에도 불구하고 형편 없는 리그 성적을 냈으며, 챔피언스리그도 조별 리그에서 탈락해 시즌이 끝나기도 전에 해임되었다. 오랜 기간 대행 감독을 맡았던 카를레스 렉샤크가 그의 후임으로 취임해 본래 시즌 말까지 임시로 맡을 예정이었지만, 시즌 최종전에서 경기 종료 1분을 남기고 기록한 머리 위로 넘겨 찬 결승골을 포함해 해트트릭을 완성한 히바우두의 특출한 활약에 힘입어 발렌시아를 제치고 챔피언스리그 진출권을 확보할 수 있는 가장 아래자리를 확보했다.
라 리가에서 선전하며 챔피언스리그도 준결승전까지 올라갔지만, 렉샤크를 연임한 것은 임시 방편에 불과했고, 2002년 여름에 판 할이 바르셀로나 감독직 2기를 시작했다. 그 다음 시즌에 챔피언스리그에서 준수한 성적을 냈지만, 10여년 만의 최악의 라 리가 성적을 거두었는데, 2003년 2월에는 리그 15위까지 추락했다. 그 결과 판 할이 사임하고 라도미르 안티치가 바통을 이어받았고, 그가 최선을 다한 결과는 리그 6위에 불과했다. 시즌이 끝나고, 안티치의 단기간 계약은 갱신되지 않았고, 주안 가스페르트 회장이 사임했는데, 그가 3년 전에 회장으로 취임한 이래 날개 없는 추락을 거듭하면서 마지막 지지 기반마저 잃었다.

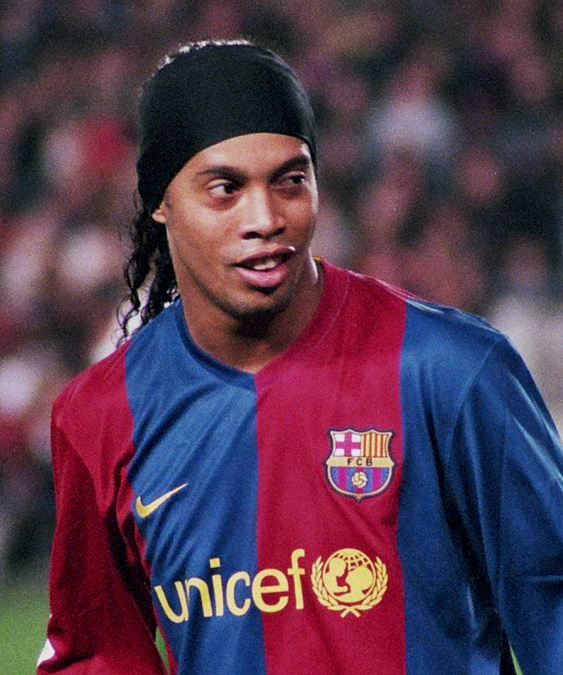
호나우지뉴는 2003년에 입단하여 선수단에 다시 생기를 불어넣었다.

가스페르트 시대의 대참사 이후, 신임 회장으로 젊은 주안 라포르타가 취임했고, 감독도 네덜란드 국가대표팀과 밀란의 거성이었던 젊은 프랑크 레이카르트로 교체되어, 바르셀로나는 반등에 박차를 가했다. 현장에는 호나우지뉴 데쿠, 헨리크 라르손, 뤼도비크 지울리, 사뮈엘 에토, 라파엘 마르케스, 그리고 에드가르 다비츠와 같은 해외 국가대표급 선수들이 대거 입단해 카를레스 푸욜, 안드레스 이니에스타, 차비 에르난데스, 그리고 빅토르 발데스와 같은 자체 육성 국내 선수들과 결합해 구단을 다시 정상 구도에 올렸다. 바르셀로나는 2004-05 시즌에 라 리가와 수페르코파 데 에스파냐를 우승했고, 호나우지뉴와 에토는 각각 FIFA 올해의 선수 1위와 3위에 올랐다.
2005-06 시즌, 바르셀로나는 리그와 수페르코파 데 에스파냐 정상 방어에 성공했다. 이 시즌 리그에서 절정의 순간은 레알 마드리드를 산티아고 베르나베우에서 3-0으로 격파한 것이었다. 레이카르트는 이 경기에서 베르나베우에서 2번째 승리를 거두며, 엘 클라시코 원정에서 2번 승리한 첫 바르셀로나 감독이 되었다. 호나우지뉴는 인상적인 활약으로 바르셀로나의 3번째 골이 터지자 레알 마드리드 지지자들의 기립 박수를 받았다. 챔피언스리그에서 바르셀로나는 결승전에서 잉글랜드의 아스널을 제압했다. 경기 15분을 남기고 10명이 뛰는 아스널에 0-1로 밀리던 바르셀로나는 퇴단을 앞둔 헨리크 라르손의 교체 투입으로 활로를 찾았고, 라르손이 사뮈엘 에토와 또다른 교체 선수 줄리아누 벨레치의 연속골의 시발점이 되어 2-1 역전을 견인하여, 바르셀로나에 14년 만의 유러피언컵을 선사했다.
차기 시즌에도 가장 유력한 우승후보로 거론되었지만, 바르셀로나는 2006-07 시즌을 빈손으로 마무리했다. 시즌 전 미국 순회는 골잡이 사뮈엘 에토와 영건 리오넬 메시를 비롯한 주축 선수의 대거 부상을 야기해 비판의 대상이 되었다. 에토가 레이카르트 감독과 호나우지뉴를 공개적으로 비난하는 등 내분도 있었다. 호나우지뉴 또한 몸관리가 소홀한 점이 기량에 악영향을 미쳤다고 인정했다. 라 리가에서 바르셀로나는 시즌 대부분을 선두로 달렸지만, 해를 넘기면서 기량을 유지하지 못했고, 레알 마드리드가 역전하여 정상에 올랐다. 바르셀로나는 코파 델 레이 준결승전까지 올랐지만, 1차전에 헤타페에 메시가 디에고 마라도나가 넣은 세기의 골과 유사한 득점을 올려 5-2 승리를 거두었지만, 2차전에서 0-4로 패했다. 같은 시즌의 클럽 월드컵에서는 결승전에 브라질의 인테르나시오나우에게 막판 결승골을 헌납해 우승이 좌절되었다. 챔피언스리그에서는 바르셀로나가 16강전에서 나중에 준우승을 차지하는 리버풀에 원정 다득점으로 밀려 탈락했다.
바르셀로나는 2007-08 시즌에 라 리가를 3위로 마감했고, 챔피언스리그와 코파 델 레이는 모두 4강에 올랐지만 각각 나중에 우승을 거두는 맨체스터 유나이티드와 발렌시아에 각각 패퇴했다. 레알 마드리드와의 경기에서 1-4로 패한 다음날 주안 라포르타 회장은 2008년 6월 30일 이후로 프랑크 레이카르트 자리를 바르셀로나 B 감독인 페프 과르디올라가 차지할 것임을 발표했다.

### 과르디올라 시대
바르셀로나 B의 감독을 맡던 페프 과르디올라가 프랑크 레이카르트의 후임으로 2008년 여름에 취임했다. 과르디올라는 바르셀로나 유소년부 시절에 사용했으며 현재 널리 알려진 티키-타카 경기 전개 방식을 본격적으로 도입했다. 이 과정에서 호나우지뉴와 데쿠를 매각했고, 바르셀로나 선수단을 차비, 안드레스 이니에스타, 그리고 리오넬 메시 중심으로 정비했다.

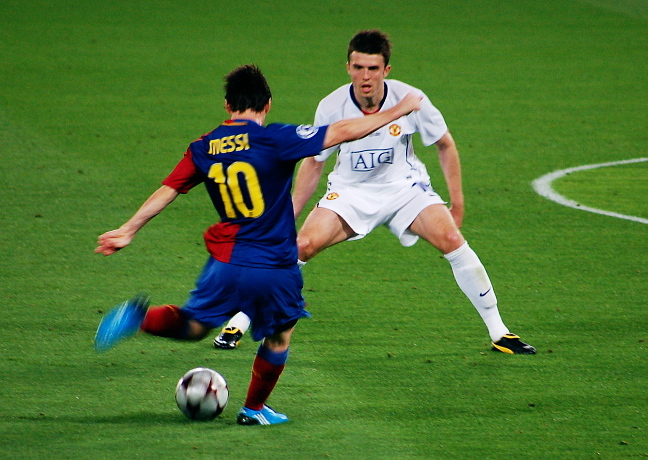
2009년 챔피언스리그 결승전에서 맨체스터 유나이티드를 상대하는 리오넬 메시. 바르셀로나는 이 경기에서 2-0 완승을 거두었다.

바르사는 2009년 코파 델 레이 결승전에서 아틀레틱 빌바오를 4-1로 완파하고 역대 최다인 통산 25번째 우승을 거두었다. 사흘 후 레알 마드리드 원정에서 역사적인 6-2 대승을 거두어 2008-09 시즌 리그 우승으로 이어나갔다. 바르사는 로마의 스타디오 올림피코에서 맨체스터 유나이티드에 에토와 메시의 골로 2-0으로 이기며 통산 3번째 우승이자 스페인 역사상 첫 3관왕으로 시즌을 마무리했다. 바르셀로나는 이어서 수페르코파 데 에스파냐에서 아틀레틱 빌바오를 이겼고, UEFA 슈퍼컵에서는 샤흐타르 도네츠크를 격파했으며, 유럽 구단들 중 처음으로 3관왕 이후에 열린 국내 및 유럽 슈퍼컵을 모두 석권한 최초의 구단이 되었다. 2009년 12월에는 클럽 월드컵에서도 정상에 올랐다. 바르셀로나는 2010년에 라 리가 정상을 방어하고 통산 9번째 수페르코파 데 에스파냐 우승을 거두며 스페인 축구 기록을 2개 경신했다.
라포르타 회장의 임기가 2010년 6월에 끝나면서, 산드로 로셀이 신임 회장으로 선출되었다. 회장 선거는 6월 13일에 진행되었는데, 그는 61.35%의 득표율(57,088표, 최고 기록)로 당선되었다. 로셀은 다비드 비야를 발렌시아에서 €40M에, 하비에르 마스체라노를 리버풀에서 €19M에 영입했다. 남아프리카 공화국에서 열린 2010년 월드컵에 구단의 농장 유소년 프로그램 졸업생을 대거 발탁한 스페인이 사상 첫 대회 우승을 거두었다. 7월 11일, 유소년부 졸업생 7명이 결승전에 출전했으며, 이 중 6명이 바르셀로나 선수였고, 이니에스타가 네덜란드전 결승골의 주인공이 되었다.
2010년 11월, 바르셀로나는 숙적 레알 마드리드와의 고전 더비에서 5-0 대승을 거두었다. 12월에 개최된 2010년 FIFA 발롱도르 시상식에서, 최종 후보 3인으로 바르셀로나의 농장 졸업생인 메시 이니에스타, 그리고 차비가 선정되었다. 2010-11 시즌, 바르셀로나는 라 리가 정상을 다시 방여하며 승점 96점으로 리그 3연속 우승을 달성했다. 2011년 4월, 바르셀로나는 코파 델 레이 결승전에 진출했지만, 발렌시아의 메스타야에서 열린 이 경기에서 레알 마드리드에 0-1로 패했다. 바르셀로나는 5월에 웸블리에서 열린 2011년 챔피언스리그 결승전에서 2009년 결승전에서도 이겼던 맨체스터 유나이티드와 재회해 이번에는 3-1로 이겨 통산 4번째 유러피언컵을 손에 넣었다. 2011년 8월, 농장 유소년 프로그램 졸업생인 세스크 파브레가스가 아스널에서 복귀해 바르셀로나가 레알 마드리드를 상대로 수페르코파 정상을 방어하게끔 도왔다. 수페르코파 우승으로 바르셀로나는 공식 우승 횟수를 73으로 늘려 레알 마드리드의 우승 횟수와 동률을 이루었다.
같은 달 말, 바르셀로나는 메시와 파브레가스의 골로 포르투와의 UEFA 슈퍼컵 경기에서 2-0 완승을 거두었다. 이 우승으로 바르셀로나의 공식 우승 횟수는 74로 레알 마드리드를 제치고 스페인 최다 공식 우승 구단이 되었다. 수페르코파 우승으로 과르디올라는 3년 동안 우승할 수 있는 15개 대회 중 12번의 우승을 거두어 바르셀로나 역대 최다 우승 감독으로 등극했다.

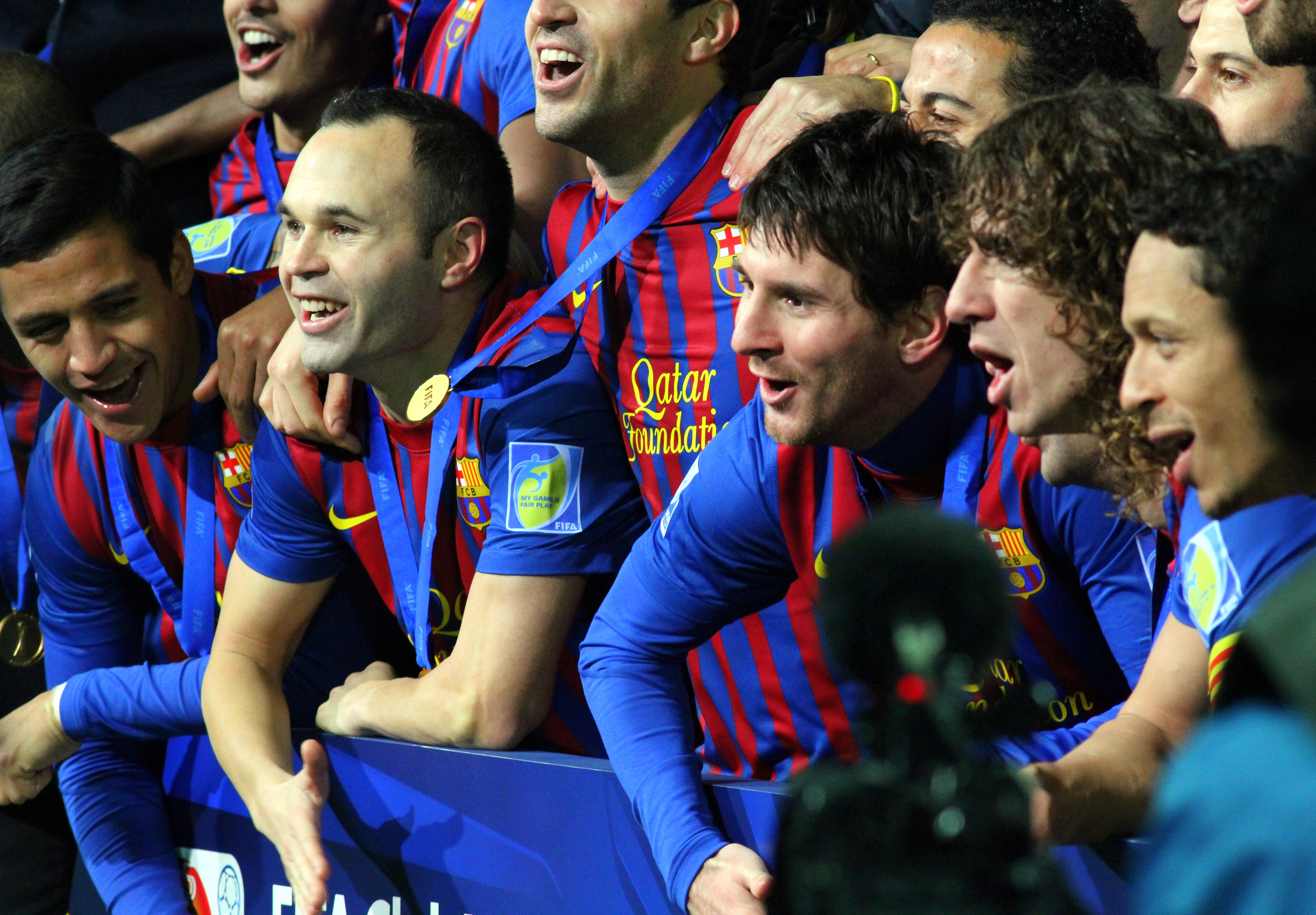
산투스를 격파하고 2011년 클럽 월드컵 우승을 자축하는 바르셀로나

12월, 바르셀로나는 2011년 코파 리베르타도레스를 제패한 산투스를 결승전에서 메시의 2골, 차비, 그리고 파브레가스의 연속골에 힘입어 4-0으로 완승을 거두고 클럽 월드컵을 우승해 출범 이후로는 최다인 2번의 우승을 거두었다. 그 결과, 과르디올라 임기의 총 우승 횟수도 갱신되었고, 바르셀로나는 그 기간동안 우승할 수 있는 16개 대회 중 13번 정상에 올랐다. 몇몇이 바르셀로나를 역대 최고의 선수단으로 손꼽았는데, 알렉스 퍼거슨 맨체스터 유나이티드 감독은 "바르셀로나는 공을 주고받아 매료시킨다"고 말했고, 2011년에 5개 대회를 우승한 바르셀로나는 로레우스 올해의 선수단으로 선정되었다.
2011-12 시즌, 바르셀로나는 챔피언스리그 준결승전에서 나중에 우승을 거둔 첼시에 패퇴했다. 과르디올라는 근래에 치른 경기에서 전술과 선수단 선정 등의 문제로 비판의 대상이 되었고, 6월 30일을 끝으로 감독직을 내려놓을 것임을 밝혔고, 수석 코치였던 티토 빌라노바가 그의 업무를 인계받았다. 과르디올라는 바르사에서의 임기를 코파 델 레이 결승전에서 3-0 완승으로 끝냈고, 바르사는 그의 임기에 14개의 대회에서 우승을 거두었다.
2012년 여름, 바르셀로나의 수석 코치였던 티토 빌라노바가 과르디올라의 후임 감독으로 취임했다. 그의 취임 후, 바르셀로나는 연승 행진을 이어가 시즌 내내 리그 선두를 달렸으며, 단 2패만을 허용하고 승점 100점을 적립했다. 바르셀로나의 득점 1위는 또다시 리오넬 메시로, 라 리가에서 2번의 해트트릭을 포함해 총 46골을 기록했다. 2013년 5월 11일, 바르셀로나는 리그 4경기를 남겨놓고 통산 22번째 스페인 1부 리그 정상에 올랐다. 최종전이 끝나고 바르셀로나는 준우승을 거둔 숙적 레알 마드리드와의 3월 초 경기에 1-2로 패했지만 두 구단 간의 승점 차이는 15점이었다. 바르셀로나는 코파 델 레이와 챔피언스리그에서 모두 준결승전까지 올라갔지만, 각각 레알 마드리드와 바이에른 뮌헨에 밀려 탈락했다. 2013년 7월 19일, 빌라노바는 후두암으로 바르셀로나 감독직을 사퇴할 것임을 밝혔고, 그는 2012년 12월에 3달 병가를 떠난 이래 또다시 항암치료를 받게 되었다.

### 바르토메우 시대
2013년 7월 22일, 헤라르도 마르티노가 2013-14 시즌을 앞두고 바르셀로나의 신임 감독으로 내정되었다. 바르셀로나는 수페르코파 데 에스파냐에서 아틀레티코 마드리드와 합계 1-1로 비기고 원정 다득점으로 우승했다. 2014년 1월 23일, 산드로 로셀 회장은 네이마르의 이적과정에서 이적료를 착복했다는 비판으로 회장직을 사퇴했다. 주제프 마리아 바르토메우가 로셀의 남은 임기를 채우기 위해 대행했다.

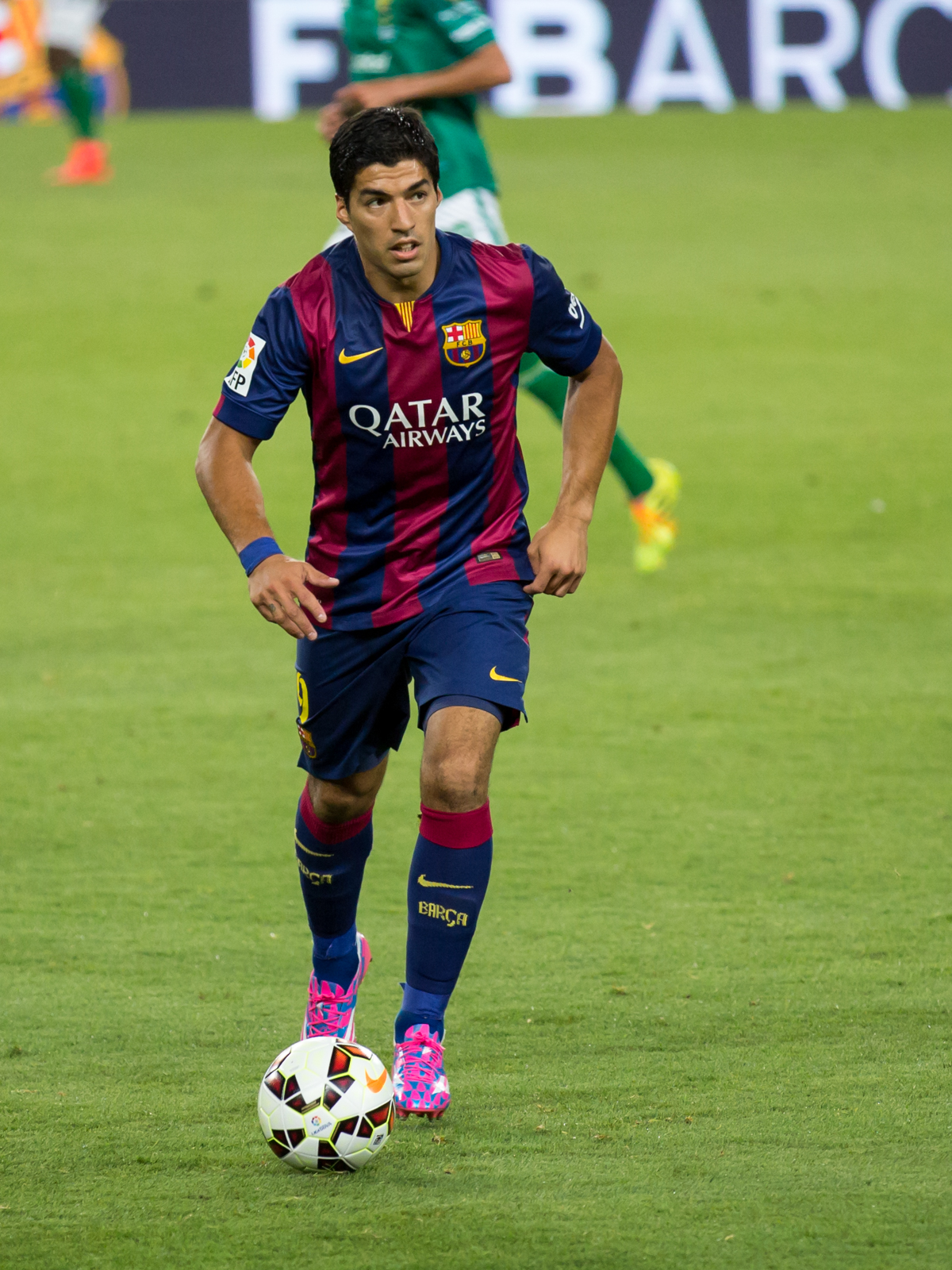
2014년에 루이스 수아레스가 합류했다. 메시, 수아레스, 그리고 네이마르로 이루어진 MSN 공격진은 최다 득점 합작의 신기록을 세웠다.

바르셀로나는 2014-15 시즌에 라 리가, 코파 델 레이, 그리고 챔피언스리그를 석권하며 3관왕을 달성했고, 유럽 구단으로는 최초로 2차례 3관왕을 달성한 구단이 되었다. 5월 17일 구단은 아틀레티코 마드리드전 승리로 통산 23번째 라 리가 우승을 확정지었다. 그에 따라 바르셀로나는 근래 10년 중 7시즌에 라 리가 우승을 달성하게 되었다. 5월 30일에는 캄 노우에서 열린 코파 델 레이 결승전에서 아틀레틱 빌바오에 승리했다. 6월 6일 바르셀로나는 2015년 챔피언스리그 결승전에서 유벤투스를 3-1로 이기고 6년 만에 3관왕으로 시즌을 마무리했다. 바르셀로나의 메시, 수아레스, 그리고 네이마르의 삼각편대는 "MSN"으로 수식되며 모든 대회를 통틀어 122골을 합작해 스페인 축구 역사상 가장 많은 득점을 합작한 공격진으로 역사에 기록되었다.
8월 11일, 바르셀로나는 2015-16 시즌을 UEFA 슈퍼컵에서 세비야를 5-4로 이기고 통산 5번째 우승을 거두어 공동 최다 우승 구단으로 올라섰다. 12월 20일에는 2015년 클럽 월드컵 결승전에서 아르헨티나의 리버 플레이트를 3-0으로 이기며 한 해를 마무리했고, 역대 최다인 3번째 대회 우승을 거두었으며, 수아레스, 메시, 그리고 이니에스타가 이 대회 최우수 선수 3인으로 선정되었다. 클럽 월드컵은 바르셀로나의 20번째 국제대회 우승으로, 이 기록에 견주어볼 수 있는 구단은 이집트의 알 아흘리가 유일했다. 2015년에 모든 대회 통틀어 180골을 득점한 바르셀로나는 2014년도에 178골을 기록한 레알 마드리드의 단일 연도 역대 최다 득점 기록을 경신했다. 2016년 2월 10일, 바르셀로나는 발렌시아와의 코파 델 레이 준결승 2차전에서 1-1로 비기며 근래 8시즌 중 6번째 코파 델 레이 결승전 진출에 성공해, 루이스 엔리케의 임기에 과르디올라가 2010-11 시즌에 세운 28경기의 모든 대회 무패의 기록을 경신했다. 3월 3일에 라요 바예카노에 5-1 승리를 거두며, 바르셀로나는 35경기 연속 무패로, 레알 마드리드가 1988-89 시즌에 세운 34경기 연속 무패의 스페인 기록을 경신했다. 바르사의 39경기 무패 행진은 2016년 4월 2일에 레알 마드리드와의 캄 노우 안방 경기에서 1-2로 패하면서 끝났다. 2016년 5월 14일, 바르셀로나는 근래 8년 중 6번째 라 리가 우승을 거두었다. 메시, 수아레스, 그리고 네이마르는 131골로 바로 전 시즌에 세운 단일 시즌 최다 득점 합작 기록을 또다시 경신했다.

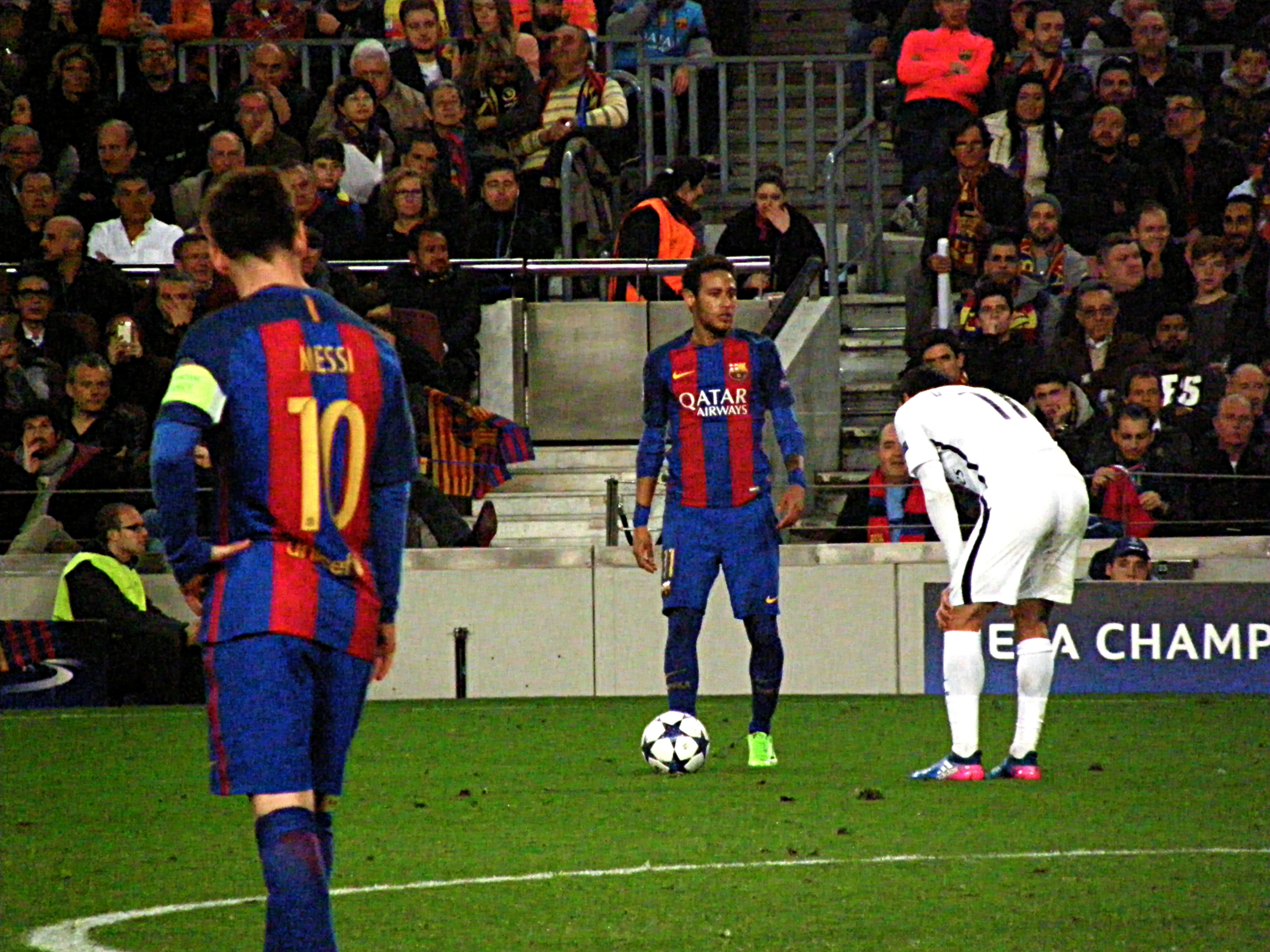
바르셀로나의 파리 생제르맹과의 대역전승을 거둔 경기에서 프리킥 개시를 준비하는 네이마르

2017년 3월 8일, 바르셀로나는 챔피언스리그 16강 2차전에서 파리 생제르맹을 6-1로 대파(합계 6-5하고, 1차전에 프랑스 원정에서 당한 0-4 대패를 뒤집었다. 2017년 3월 29일, 전 선수였던 에르네스토 발베르데가 루이스 엔리케의 후임으로 취임했다. 2017년 9월 20일, 바르셀로나는 2017년 카탈루냐 독립 국민투표에 "회원에 다양성을 존중하는 바르셀로나는 카탈루냐인 다수의 의견을 문명적이고, 평화롭고, 귀감이 되는 방식으로 계속해서 존중할 것이다"라는 성명문을 제시했다. 국민 투표일에 열린 라스 팔마스와의 경기는 카탈루냐의 폭력 사태로 바르셀로나 이사진이 경기 연기 요청을 했지만, 이는 라 리가 사무국이 거절했고, 그 결과 경기는 무관중으로 진행되었다. 조르디 모네스와 카를레스 빌라루비 이사는 경기의 무관중 진행에 대한 항의의 표시로 사표를 수리했다. 2017-18 시즌에 라 리가를 우승하는 과정에 바르셀로나는 2018년 5월 9일자 비야레알과의 경기에서 5-1로 이기며 라 리가 최다 경기 무패(43경기)의 기록을 경신했다. 2019년 4월 27일, 바르셀로나는 26번째 라 리가 우승을 거두었다. 그러나 라 리가 우승은 리버풀과의 챔피언스리그 4강전에서 1차전에 3-0 안방 승리에도 불구하고 2차전 0-4 대역전패로 탈락해 빛이 바랬다.
2020년 1월 13일, 아틀레티코 마드리드와의 수페르코파 데 에스파냐와의 경기에서 패하면서, 키케 세티엔 베티스 전 감독이 에르네스토 발베르데의 후임으로 바르셀로나 감독이 되었다. 결국 바르셀로나는 12년 만에 빈 손으로 시즌을 마무리했다. 8월 17일, 구단은 세티엔 감독의 해임과 함께 에리크 아비달 단장도 경질된 것으로 발표했다. 이틀 후, 로날트 쿠만이 바르셀로나의 신임 감독으로 취임했다. 지지자들의 불만이 급증하는 가운데 재정적 악화와 경기력 저하가 겹치면서 주제프 마리아 바르토메우 회장은 2020년 10월 27일에 구단 회원의 표를 얻을 수 없다고 확신하며 회장직을 사퇴했다.

### 라포르타의 귀환
2021년 3월 7일, 주안 라포르타는 54.28%의 득표율로 바르셀로나 회장으로 당선되었다. 바르셀로나는 아틀레틱 빌바오와의 2021년 코파 델 레이 결승전에서 4-0 완승을 거두며 로날트 쿠만 임기의 유일한 우승인 통산 31번째 컵대회 우승을 거두었다. 2021년 8월, 구단의 부채가 €1.35B로 불어났는데, 설상가상으로 선수단 급여에 드는 예산은 전체 수입의 103%나 되어 바르셀로나는 라 리가의 재정적 공정 경쟁 조건을 충족할 수 없었다. 그 결과, 구단의 역대 최다 득점자인 리오넬 메시가 라 리가 그의 만료되는 구단 계약을 거절하면서 떠났다. 재정난은 바르셀로나가 이적 시장에 소극적으로 나서게 만들었는데, 대부분의 2021년 여름 신입 선수들은 자유 이적이나 임대로 입단했다. 또한 구단은 선수단의 급여를 줄여 신입 선수의 급여를 지급할 여지를 남겼다. 국내 리그와 챔피언스리그에서의 부진으로 그 해 10월 28일에 로날트 쿠만이 경질되었고, 후임으로 차비 에르난데스가 사령탑에 올랐다. 차비가 챔피언스리그 조별 리그 탈락을 막지 못하면서, 바르셀로나는 17년 만에 유로파리그에 참가하게 되었고, 이 대회마저도 8강에서 탈락했다.

## 지지자들

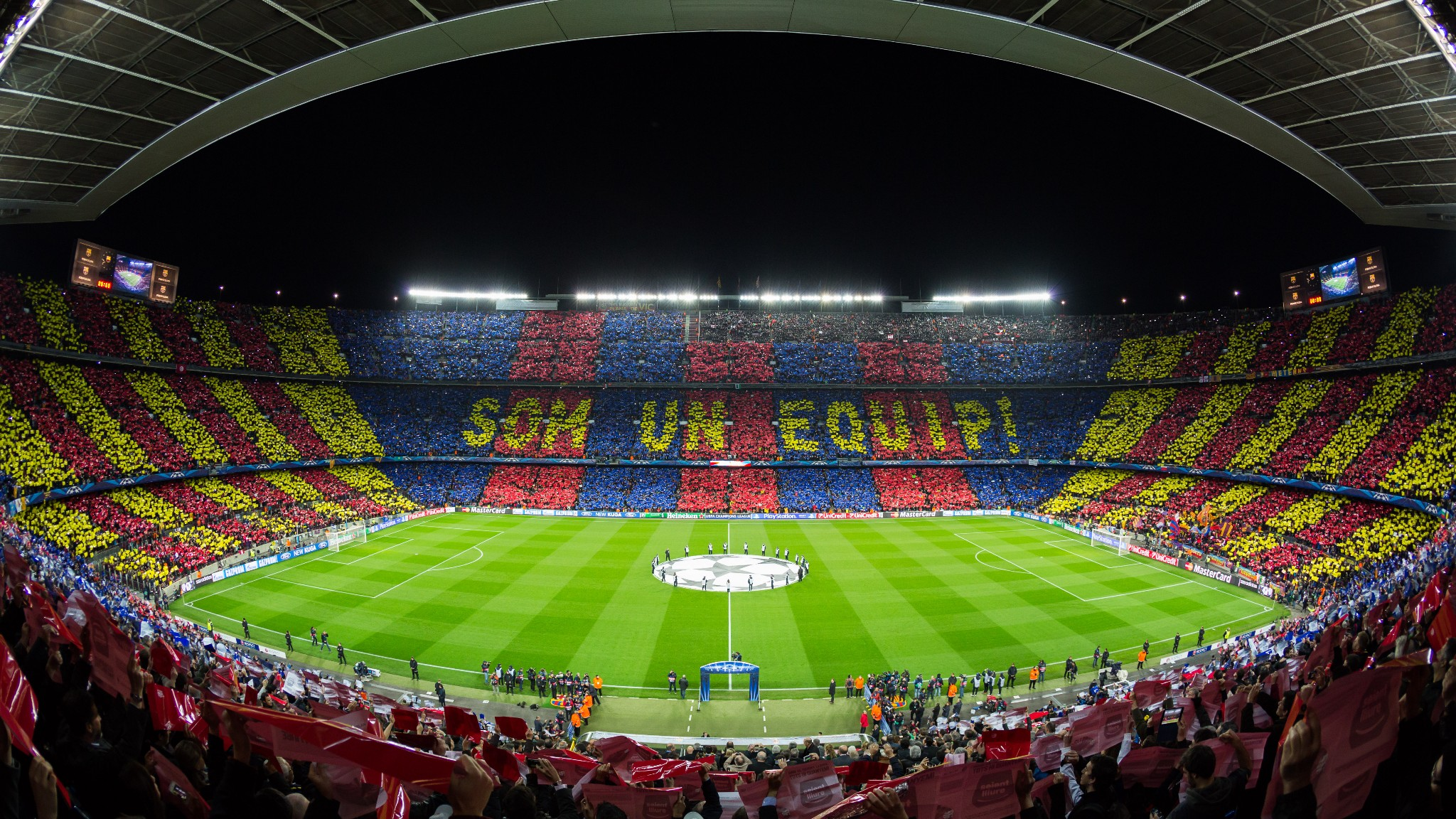
2013년, 대역전극을 연출한 밀란전을 앞두고 대규모 카드섹션을 선보인 캄 노우

바르셀로나 지지자들의 별칭인 엉덩이(culer)는 말 그대로 카탈루냐 말로 초창기 경기장인 라 인두스트리아 경기장에서 엉덩이(cul)가 관중석에 빙 둘러싼 모습으로 보인 데에서 유래되었다. 스페인에서 인구의 25%가 바르사를 지지하는 것으로 알려져 있는데, 이는 32%인 레알 마드리드 다음으로 많은 지지율이다. 유럽을 통틀어서도 바르셀로나 지지자 수는 2번째로 많다. 구단의 회원 수는 2003-04 시즌의 100,000명에서 2009년 9월에 170,000명까지 가파르게 증가했고, 증가세는 호나우지뉴의 영향과 당시 회장이었던 주안 라포르타가 스페인어와 영어 매체로 된 언론 대응책의 효과로 비롯된 것이었다.
회원 외에도, 2022년 기준으로 전 세계에 빗살(penyes)처럼 촘촘하게 1,264개의 공식 지지 단체가 등록되어 있다. 지지단체는 바르셀로나 지역을 널리 알리며 바르셀로나를 방문할 시 큰 혜택을 받는다. 전세계적으로 가장 많은 지지를 받는 구단으로 손꼽히는 바르셀로나는 사회매체 추종자 수에서 전체 2위인데, 페이스북 지지자가 2021년 12월 기준 1억 300만명이며, 레알 마드리드 만이 1억 1,100명으로 바르셀로나보다 페이스북 지지자수가 많다. 구단을 지지하는 것으로 알려진 유명인사들 중, 교황 요한 바오로 2세와 스페인의 전직 수상 호세 루이스 로드리게스 사파테로가 있다.

## 경쟁 관계

### 고전 더비

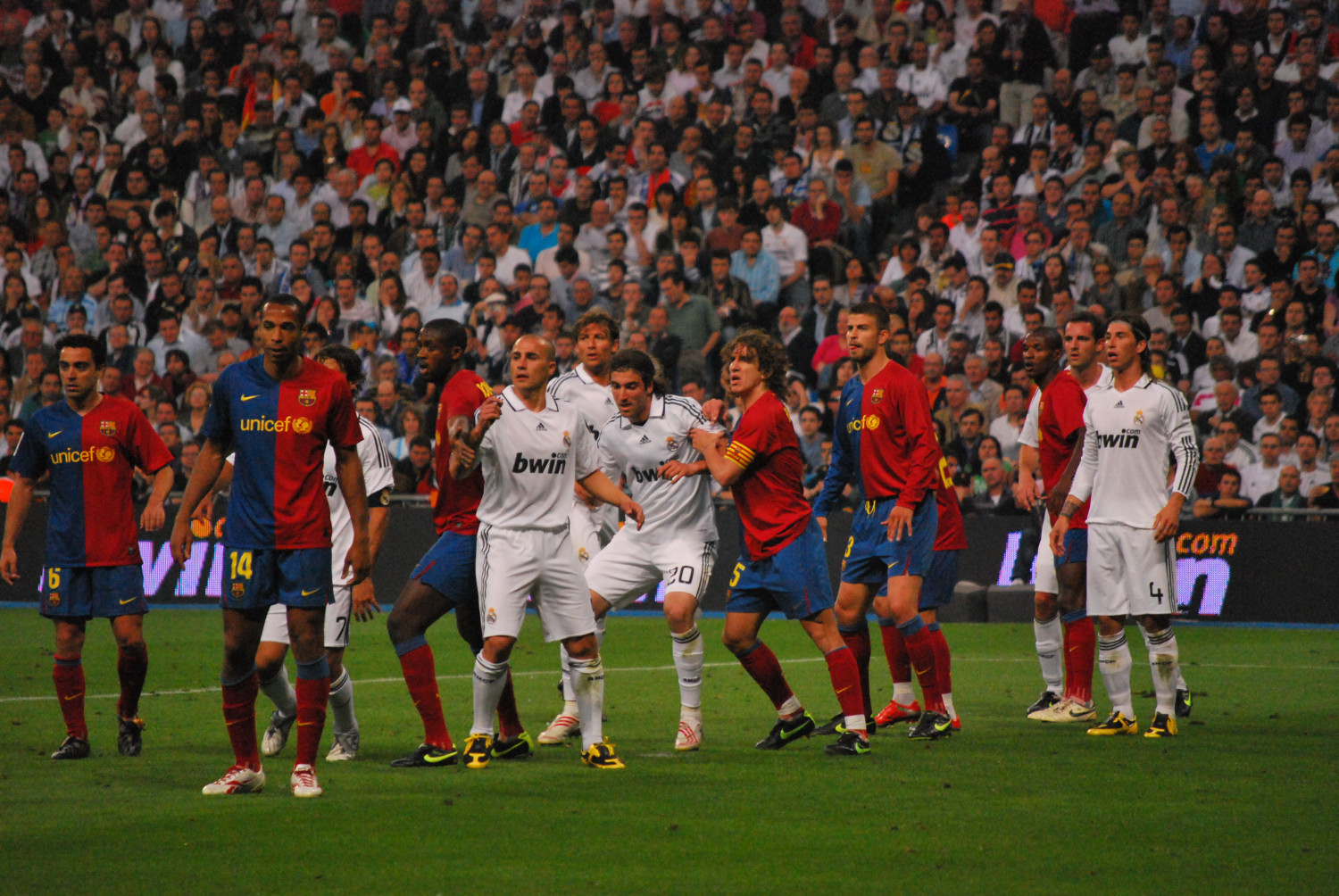
2009년 산티아고 베르나베우의 고전 더비에서 공을 놓고 경합하는 바르셀로나와 레알 마드리드 선수들. 바르셀로나는 이 경기에서 6-2 대승을 거두었다.

전국 리그에서 가장 강한 두 구단 간의 경쟁 관계는 필히 격렬해지기 마련인데, 라 리가의 경우는 특히 더욱 그러며, 바르셀로나와 레알 마드리드와의 경기는 고전 더비(El Clásico)로 수식된다. 라 리가가 출범하기 전부터 스페인에서 가장 팽팽히 경쟁하는 두 지역의 대표가 맞붙는 경기이기도 하다. 카스티야와 카탈루냐 혹은 두 대표 도시 간의 경기로도 수식된다. 이 경쟁 관계는 카탈루냐인과 카스티야인 간의 감정에서 비롯된 정치와 문화적 긴장 구도를 반영하는 것으로 보이며, 스페인 내전의 연장선으로 보는 사람도 있다. 수 년동안, 양 구단의 상대 전적은 마드리드 100승, 바르셀로나 97승이며, 52경기는 무승부로 끝났다.

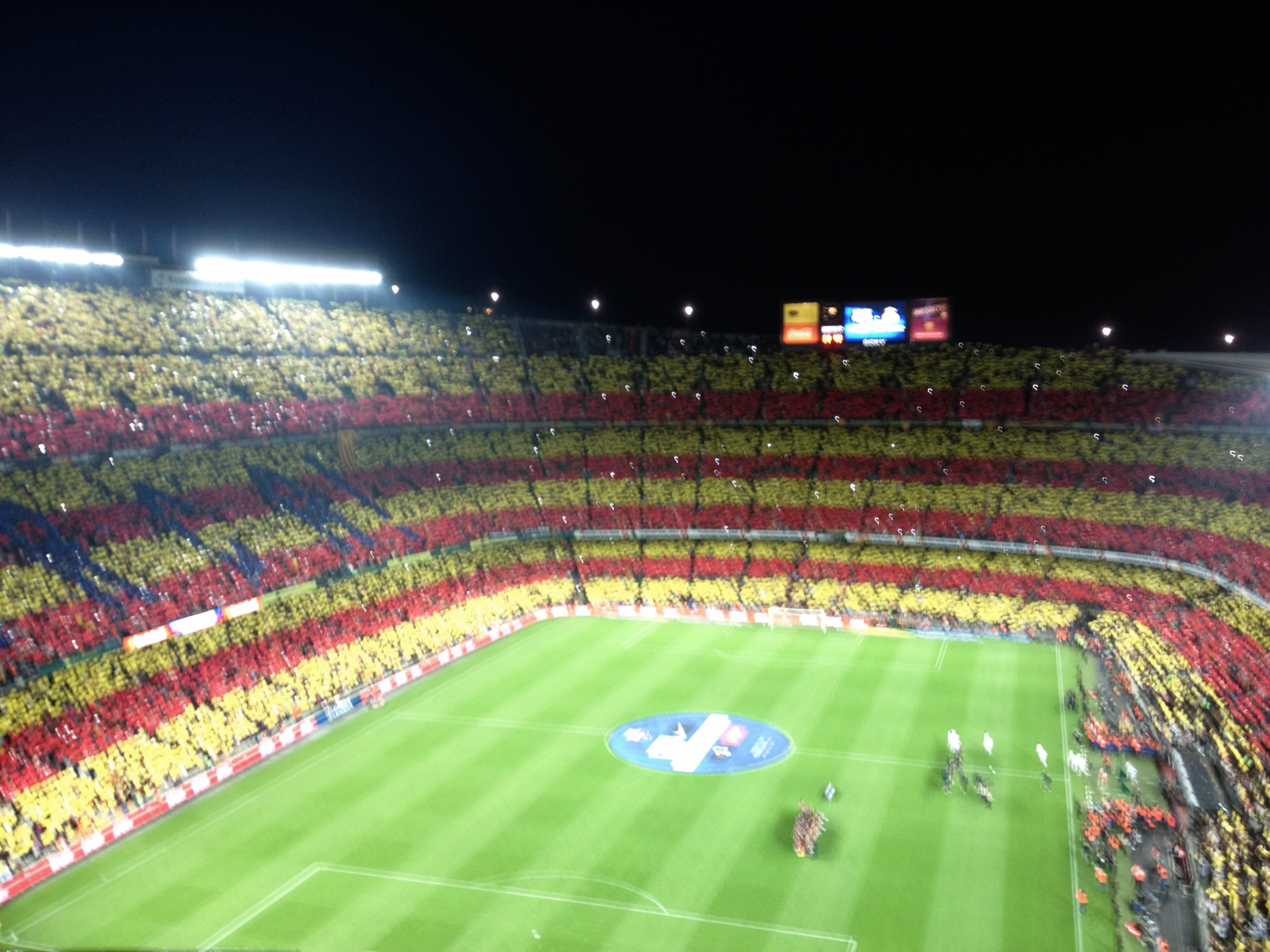
2012년, 캄 노우의 고전 더비 경기를 앞두고 세녜라의 카드 섹션을 선보이는 바르셀로나 지지자들

1930년대에 벌써 바르셀로나는 "카탈루냐의 정체성으로서의 상징으로 널리 알려졌고, 마드리드는 중앙집권화의 경향을 보인 것과 대조적이었다.1936년, 프란시스코 프랑코가 민주공화국인 스페인 제2공화국을 상대로 쿠데타를 일으켰고, 프랑코의 군대는 카탈루냐 공화 좌파의 정치인이자 스페인 의회의 하원이었던 주제프 수뇰을 재판 없이 처형했다. (수뇰은 정치활동을 속개하며, 마드리드 북부의 공화파 군대를 방문했덨다) 미겔 프리모 데 리베라의 통치기와 프란시스코 프랑코의 철권통치기에 지역 언어와 상징은 스페인 전역에서 금지 대상이 되었다. 그에 따라 바르셀로나 시민 다수는 강하게 팔랑헤 정권에 반발했다. 이 시기에 바르셀로나는 구단 그 이상(Més que un club)의 좌우명을 쓰기 시작했는데, 이는 카탈루냐 민족주의와 진보주의적 신념과 관련 있는 것으로 믿었다.
프랑코 철권정치기(1939–75)에 바르셀로나와 레알 마드리드에 모두 경기력에 악영향을 미쳤다는 논란이 존재한다. 두 구단 모두 서로 유리한 쪽으로 프랑코가 개입했다고 해석한다. 대부분의 역사가들은 프랑코가 지지하는 축구단은 없다고 믿고 있지만, 스페인 민족주의자는 아틀레티코 항공대(Atlético Aviación)의 경우처럼 스스로가 구단의 기반과 연관이 있다고 믿었다.(공화국 시기에 마드리드 축구단의 경우 공화국의 종말과 함께 왕립의 명칭을 다시 쓰기 시작했지만, 프랑코는 지속적으로 왕실을 견제했다.) 한편 바르셀로나의 경우 구단 신축 문제를 맞딱뜨리자 구장 부지의 그린 벨트 구역을 해제하고 캄 노우를 신축할 특혜는 물론 경기장 건설로 진 빚을 탕감해주는 한편 축구의 구단 바르셀로나(CF Barcelona)로 개칭해 카탈루냐어가 아닌 스페인어로 된 구단명을 쓰게 했다. 프랑코 정권 초기, 바르셀로나측의 밀고로 라파엘 산체스 게라 회장을 비롯해 구단의 다수를 프랑코 정권에 잃은 레알 마드리드는 최악의 암흑기를 맞이했는데, 이 시기 우승한 대회는 2번의 코파 델 헤네랄리시모와 1번의 코파 에바 두아르테가 전부였다. 바르셀로나는 리그 우승만 3번을 했고, 코파 델 헤네랄리시모를 1번, 그리고 코파 에바 두아르테를 1번 우승했다. 같은 시기, 레알 마드리드가 아닌 아틀레티코 아비아시온이 지지를 받은 구단인 것으로 간주되었다. 바르셀로나 측이 주장하는 레알 마드리드가 바르셀로나를 코파 델 헤네랄리시모 안방 경기에서 11-1 대승을 거두는 과정에 당국이 카탈루냐 측을 겁주었으며, 알프레도 디 스테파노가 바르셀로나 이적 임박 와중에 논란의 레알 마드리드 입단을 성사시킨 것을 예로 들고 있다. 후자의 경우 레알 마드리드 회장이었던 산티아고 베르나베우의 전례 없는 최전성기를 열게 했다. 베르나베우는 내전 당시 국민파 일원으로 참전했고, 베르나베우의 임기에 레알 마드리드는 스페인은 물론 유럽에서도 정점에 올랐는데, 유럽 최고 구단들 간의 대항전인 유러피언컵 설립에도 공헌했다. 그의 안목은 레알 마드리드가 리그를 연속 우승하는 것 외에도 1950년대 처음 5시즌의 유러피언컵을 연달아 제패하는 데에도 일조했다. 이 대사건은 스페인 축구계에 큰 영향을 주었고, 프랑코가 레알 마드리드를 바라보는 태도를 바꾸었다고 보고 있다. 역사가들에 따르면, 프랑코는 이 시기에 대외 홍보 수단으로 레알 마드리드를 이용했고, 그의 사망 시기까지 이 구단을 선전 수단으로 썼다. 페르난도 마리아 카스티에야 외교 장관은 프랑코 시기인 1957년부터 1969년까지 역임하면서 "[레알 마드리드는] 최고의 외교관이었다"고 말하기도 했다. 프랑코가 1975년에 사망하여 스페인의 민주화가 이어졌다. 그의 통치기에 레알 마드리드는 14번의 리그와 6번의 코파 델 헤네랄리시모, 1번의 코파 에바 두아르테, 6번의 유러피언컵, 2번의 코파 라티나, 그리고 1번의 인터콘티넨털컵 우승을 거두었다.
두 구단 간의 적대관계는 1950년대에 알프레도 디 스테파노의 스페인행으로 고조되었다. 디 스테파노는 콜롬비아 보고타의 로스 미요나리오스에서 활약하고 아르헨티나에서 선수단 파업 당시 레알 마드리드와 바르셀로나의 관심을 동시에 받았다. 미요나리오스가 콜롬비아로 귀국한 후, 바르셀로나의 이사진이 부에노스 아이레스로 건너가 FIFA소속국 마지막 구단이었던 리버 플레이트와 그의 이적에 150M 이탈리아 리라(200,000 달러라고 보는 출처도 있다)에 상응하는 금액에 합의를 보았다. 이로 인해 두 스페인 경쟁 구단이 그의 영입을 놓고 불티나게 경합했다. FIFA는 전 스페인 축구 연맹의 회장이었던 아르만도 무뇨스 칼레로를 중재자로 내세웠다. 칼레로는 디 스테파노가 1953-54 시즌과 1955-56 시즌을 마드리드에서, 1954-55 시즌과 1956-57 시즌을 바르셀로나에서 활약하도록 결정을 내렸다. 축구 협회와 각국의 구단들은 이를 승인했다. 비록 카탈루냐 구단이 합의했지만, 이 결정으로 파랑-클라르 지지자들의 불만을 샀고, 당시 회장은 1953년 9월에 사퇴하기에 이르렀다. 바르셀로나는 당시 가져간 디 스테파노의 지분 절반을 매각했고, 디 스테파노는 하얀 군단 소속으로 4년 계약을 맺었다. 마드리드는 이 이적에 5.5M Ptas의 이적료를 지불했고, 그의 영입에 추가 1.3M Ptas를 들였고, 매 년 미요나리오스에 할부 이적료를 지불하고, 디 스테파노의 봉급은 16,000이었고, 추가수당은 동료의 두 배였으며, 이는 마드리드의 매출액 40%에 상응하는 금액이었다.
디 스테파노는 이어서 레알 마드리드의 전성기를 열었는데, 첫 바르셀로나와의 맞대결에서 2골을 기록했다. 그가 마드리드와 동행하면서, 마드리드는 처음 5번의 유러피언컵을 우승했다. 1960년대로 들어서면서, 경쟁 구도는 유럽 무대로 번졌는데, 레알 마드리드와 바르셀로나가 두 차례 맞대결을 펼쳤고, 1959-60 시즌에는 마드리드가 이기고 유러피언컵 5연패를 달성했고, 이듬해인 1960-61년에는 바르셀로나가 승리해 준우승을 거두었다. 2002년, 두 구단의 유럽대항전 맞대결이 재성사되자 스페인 언론은 "세기의 경기"로 지칭했고, 마드리드의 승리를 5억 명 이상이 시청했다. 빡빡한 일정으로 느슨해지는 순간과 인상깊은 기쁜짓이 양 측에서 나왔는데, 이는 대부분 상대를 도발하는 행동이었다. 예를 들어 2009년에 바르셀로나 주장 카를레스 푸욜은 산티아고 베르나베우의 분개한 마드리드 지지자들 앞에서 완장에 입을 맞추었고, 2017년에는 리오넬 메시가 베르나베우 원정에서 93분 결승골을 기록해 자신의 유니폼의 이름과 등번호가 보이도록 들고 레알 마드리드 지지자들을 격분하게 했다.

### 바르셀로나 더비

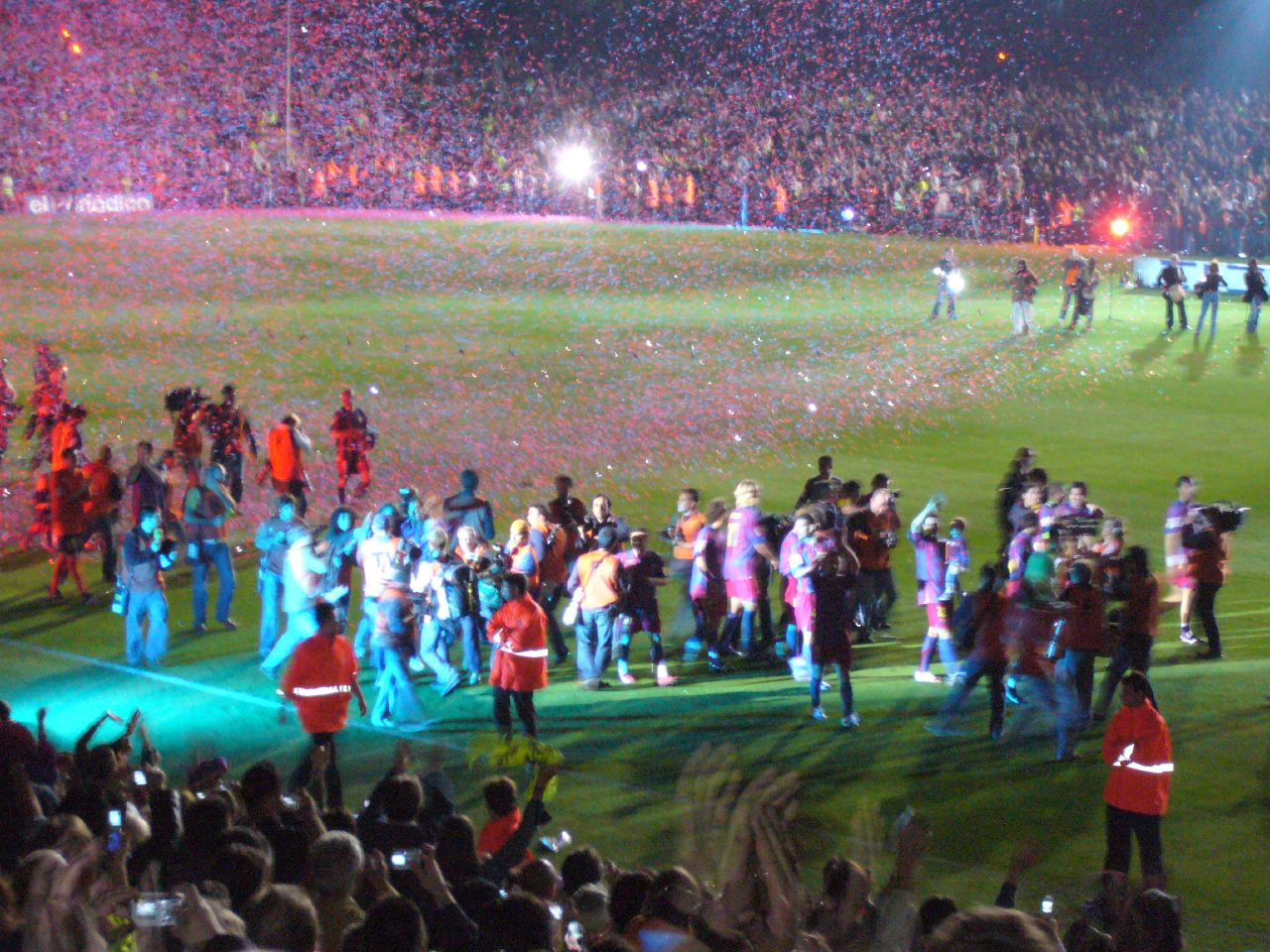
2006년 5월, 시즌 마지막 안방 경기에서 에스파뇰을 꺾고 라 리가 우승컵을 들고 자축하는 바르셀로나

바르사의 지역 경쟁 구단은 늘 에스파뇰이었다. 하양-파랑 군단(Blanc-i-blaus)은 왕립 칭호를 받은 구단으로, 바르사의 설립자가 다국적인 것과 대조되게 에스파뇰의 설립자는 국내인들로만 이루어져 있었다. 구단 창립은 바르셀로나와 상반되었으며, 이들은 바르셀로나를 외국인의 구단으로 보며 인정치 않으려 했다. 두 구단 간의 경쟁 구도는 바르셀로나가 이들을 마드리드의 도발적인 존재로 간주하며 고조되었다. 에스파뇰의 본래 연고지는 부유층 거주지인 사리아였다.
전통적으로 에스파뇰은 바르셀로나 시민 대다수의 대표 구단으로 중앙집권주의를 지향하는 구단으로 간주되었는데, 이는 바르사의 혁명 정신으로 비추어진 것과는 대조적이었다. 1960년대와 1970년대에 바르셀로나가 카탈루냐에 유입된 스페인의 빈민 지대에서 나은 삶을 위해 들어왔을때 수용하면서, 에스파뇰은 정권과 밀접했던 경찰, 군인, 공무원, 그리고 파시스트를 지지 기반으로 끌어들였다고 보았다.
1918년, 에스파뇰은 독재에 대한 반운동을 벌였는데, 이는 적절한 시기에 주요 소재로 떠올랐다. 이후 에스파뇰의 지지자들은 스페인 내전에서 팔랑헤당을 지원해 독재 정권을 지지했다. 이념의 차이에도 불구하고, 이 더비전은 바르셀로나보다 에스파뇰 지지자들이 중요하게 보았는데, 둘의 목표치에 현저한 차이가 있었기 때문이었다. 근래에 들어 둘 간의 경쟁 경기는 정치적 요소가 줄어들었는데, 에스파뇰은 공식 명칭과 응원가를 스페인어에서 카탈루냐어로 변경했기 때문이었다.
비록 라 리가 역사상 가장 많은 맞대결이 성사된 지역 더비전이었지만, 전력 차가 큰 편으로 바르셀로나가 압도적으로 우세하다. 1부 리그에서, 에스파뇰은 총 91시즌 중 바르사보다 좋은 리그 성적을 거둔 적은 단 3번이었고, 카탈루냐 구단들 간 펼쳐진 코파 델 레이 결승전은 1957년에 바르사의 승리로 돌아갔다. 에스파뇰이 바르사를 상대로 거둔 최고의 성과는 1951년에 6-0으로 이긴 것이며, 바르셀로나가 거둔 최다 점수차 승리는 5-0 5점차로, 이를 7번 기록했다.(1933년, 1947년, 1964년, 1975년, 1992년, 2016년, 그리고 2017년) 에스파뇰은 2008-09 시즌에 바르사를 2-1로 이기면서 바르셀로나가 3관왕을 차지한 시즌에 캄 노우에서 승리를 거둔 첫 구단이 되었다.

### 밀란과의 악연

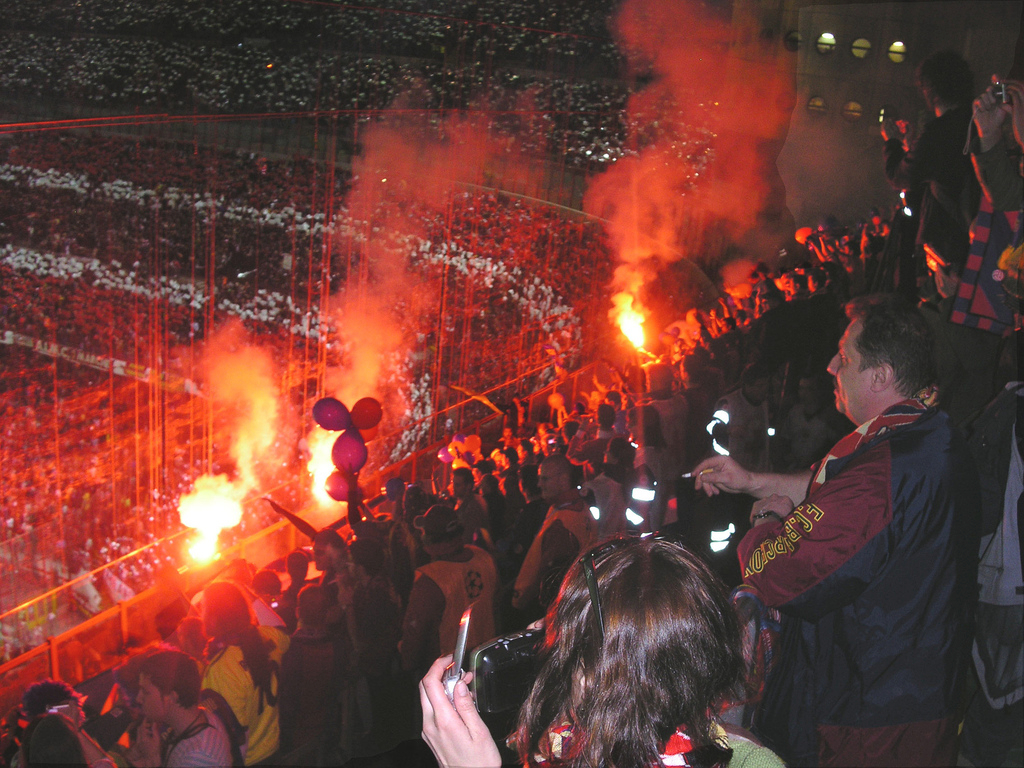
바르셀로나의 극단 지지자인 미친 소년단이 산 시로에서 벌어진 밀란과의 챔피언스리그 준결승전에서 홍염을 터뜨리고 있다.

바르셀로나의 유럽대항전 경쟁 구단으로는 이탈리아의 밀란이 거론된다. 바르셀로나는 밀란과 19번의 맞대결을 펼쳐 24번의 대결을 펼친 레알 마드리드-바이에른 뮌헨에 이어 레알 마드리드-유벤투스와 함께 2번째로 많은 맞대결 기록을 내고 있다. 유럽에서 가장 성공적인 양대 산맥 중 하나인 밀란은 7번 유러피언컵을 우승해 5번을 우승한 바르사보다 유러피언컵 우승이 많고, 두 구단 모두 UEFA 슈퍼컵을 역대 최다인 5번 우승했다. 바르셀로나와 밀란은 다른 대륙대항전도 우승했는데, 두 구단은 나란히 세계 축구에서 각각 2번째, 3번째로 많이 우승한 구단으로, 바르사는 20번, 밀란은 18번 우승해, 26번 우승한 레알 마드리드 다음으로 대륙 대회 우승을 많이 했다.
바르셀로나는 이 맞대결에서 8승 6무 5패로 우위를 점하고 있다. 둘 간의 맞대결은 1959-60 시즌에 유러피언컵에서 벌어졌다. 둘은 16강에서 경합해 바르사가 합계 7-1 압승을 거두었다.(밀란에서 2-0, 바르셀로나에서 5-1로 바르사가 이겼다) 한편 밀란은 1994년 챔피언스리그 결승전에서 상대적으로 전력이 열세라는 예상을 뒤집고 요한 크라위프가 이끈느 꿈의 선수단을 4-0으로 완파했다. 그러나, 2013년에는, 바르셀로나가 2012-13 시즌 챔피언스리그 16강 1차전에서 당한 0-2 패배를 캄 노우에서 4-0으로 뒤집으며 "역사적인" 대역전승을 거두었다.

## 소유권과 재정

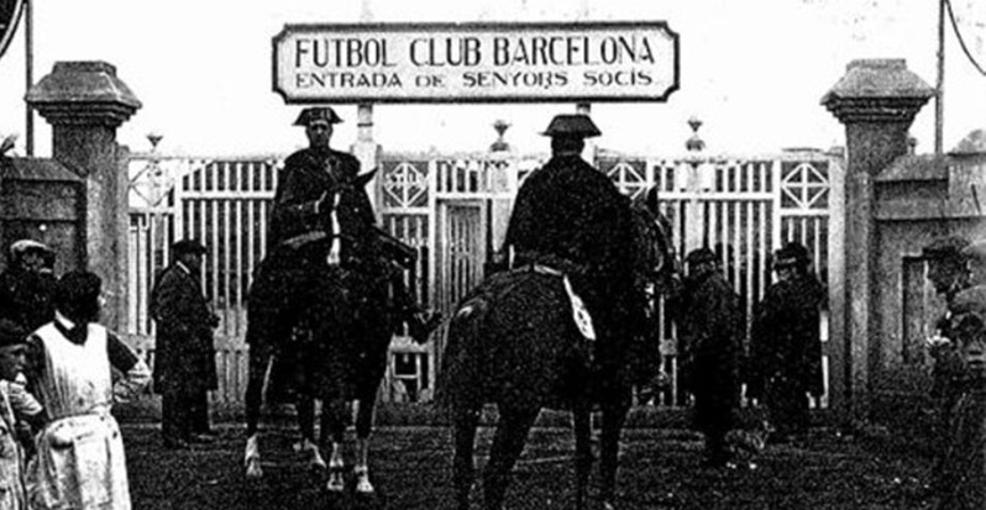
라 인두스트리아 구장 유료 회원(socis) 입구를 경비하는 민병대

레알 마드리드, 아틀레틱 빌바오, 그리고 오사수나와 함께, 바르셀로나는 등록 협동 조합으로 운영된다. 유한회사와 다르게 구단의 지분을 매입할 수 없고, 회원권만 살 수 있다. 바르셀로나의 유료 회원들(socis)은 모여서 구단의 총 의결권을 행사하는 총회를 구성한다. 2021년을 기준으로 구단은 현재 144,000명의 유료 회원이 등록되어 있다.
2010년, 포브스지는 맨체스터 유나이티드, 레알 마드리드, 아스널에 이어 2008-09 시즌의 바르셀로나 자산을 €752M($1B)로 평해 4번째로 가치가 높은 구단으로 보았다. 딜로이트 지에 따르면, 바르셀로나는 같은 시기에 €366M으로 €401M의 레알 마드리드에 이어 두 번째로 많은 수익을 냈다. 2013년, 포브스 지는 바르셀로나를 레알 마드리드와 맨체스터 유나이티드에 이어 $2.6B로 세계에서 3번째로 높은 자산가치를 지닌 구단으로 이름을 올렸다. 2014년, 포브스지는 $3.2B로 세계에서 2번째로 가치가 높은 구단으로 평했고, 딜로이트는 연간 €484.6M의 순이익을 내 4번째로 부유한 구단으로 올렸다. 2017년, 포브스는 2017년에 전 선수단이 $3.64B으로  세계에서 4번째로 값진 선수단으로 평했다. 2018년, 바르셀로나는 연간 이익을 처음으로 $1B를 돌파한 첫 구단이 되었다. 2018년 11월, 바르셀로나는 선수단 급여가 연간 £10M($13.8M)을 넘은 첫 구단이 되었다. 그러나, 주제프 마리아 마르토메우 회장 임기(2014년부터 2020년까지)에 방만한 경영과 코로나19 범유행 등의 외부 요인이 겹치면서, 구단의 부채가 2021년까지 삽시간 만에 $1.4B까지 불어났다.

## 기록

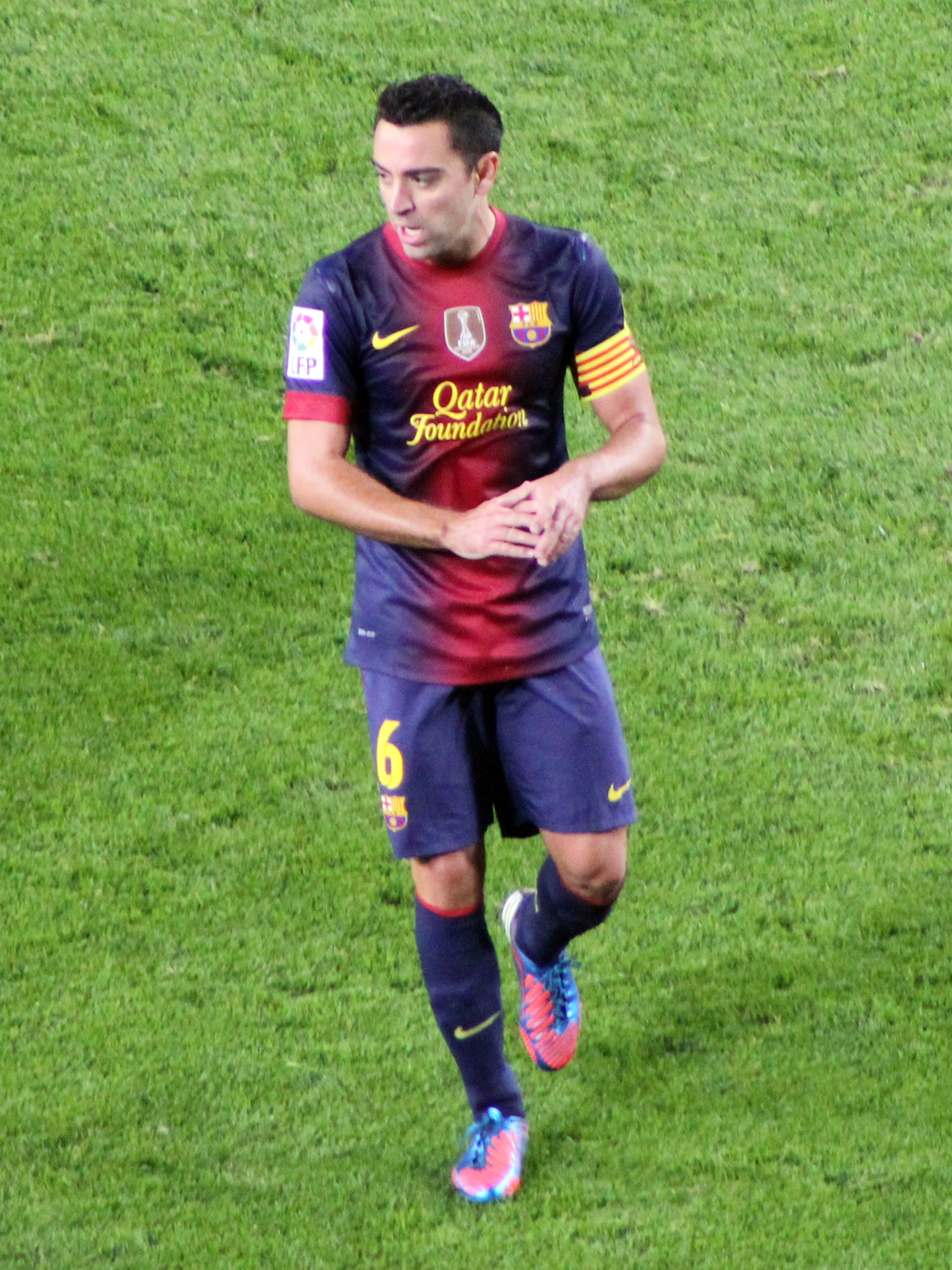
차비 에르난데스는 767경기에 출전해, 2021년에 리오넬 메시가 경신하기 전까지 바르셀로나 구단 역사상 가장 많은 경기에 출전한 선수로 이름을 올렸다.

2021년 3월, 리오넬 메시는 차비 에르난데스의 767 경기 출전 기록을 경신해 모든 대회를 통틀어 778번의 공식 경기에 출전했고, 바르셀로나에서 가장 많은 라 리가 경기를 뛰기도 했는데, 총 520번의 경기에 출전했다.

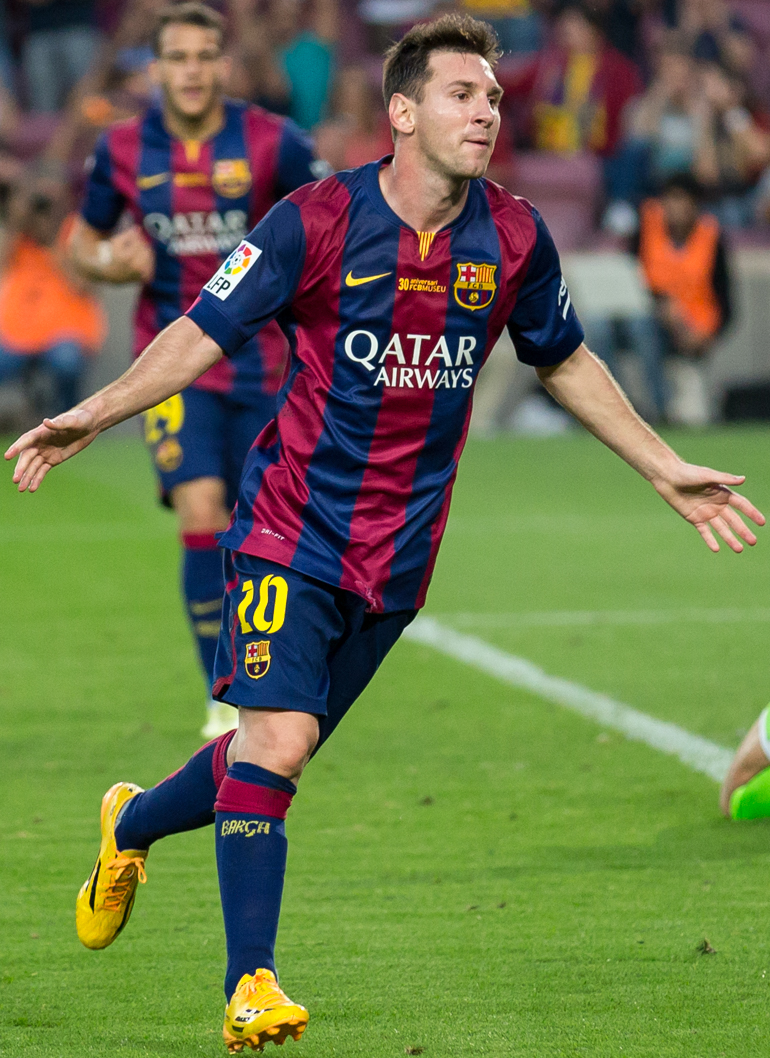
리오넬 메시는 바르셀로나의 역대 최다 출전 선수이자 최다 득점 선수로, 모든 구단을 통틀어 단일 구단 최다 득점자이기도 하다.

바르셀로나의 공식 경기 역대 최다 득점 선수는 리오넬 메시로 672골을 득점했는데, 2014년 3월에 종전의 파울리노 알칸타라가 87년 동안 고수하던 369골의 기록을 경신했다. 2020년 12월, 메시는 산투스에서 기록한 643골의 기록을 뛰어넘어 단일 구단 공식경기 역대 최다 득점자로 이름을 올렸다. 메시는 바르셀로나의 유럽 및 국제 대회 역대 최다 득점자이기도 한데, 라 리가에서도 리그 최다인 474득점을 올렸다. 역대 바르셀로나 선수들 중 메시 외에 4명이 이 구단 소속으로 100골 이상 기록했다: 세사르 로드리게스(190골), 루이스 알베르토 수아레스(147골), 쿠벌러 라슬로(131골), 그리고 사뮈엘 에토(108골). 주제프 사미티에르는 64골로 코파 델 레이에서 바르셀로나 소속으로 가장 많은 득점을 올렸었다.
쿠벌러 라슬로는 단일 라 리가 경기 역다 최다 득점 기록을 냈는데, 1952년에 스포르팅 히혼을 상대로 7번 골망을 흔들었다. 리오넬 메시는 2012년에 레버쿠젠을 상대로 5골을 기록해 챔피언스리그 단일 경기 최다골 공동 기록을 세우기도 했다. 에울로히오 마르티네스는 아틀레티코 마드리드와의 1957년 코파 델 헤네랄리시모 경기에서 7골을 기록해 바르사의 단일 컵 경기 최다 득점 기록을 세웠다.
바르셀로나는 트로페오 리카르도 사모라를 가장 많이 수집한(20회) 구단으로, 안토니 라마예츠와 빅토르 발데스가 공동 개인 최다인 5번씩 최우수 골키퍼로 선정되었다. 발데스는 평균 실점률이 0.832로 라 리가 역대 최저 실점률 기록을 세웠으며, 바르셀로나의 모든 대회를 통틀어 역대 최장 시간 무실점 기록(896분)의 기록도 지니고 있다. 클라우디오 브라보는 754분으로 라 리가 역사상 최장 기간 무실점 기록을 세웠다.

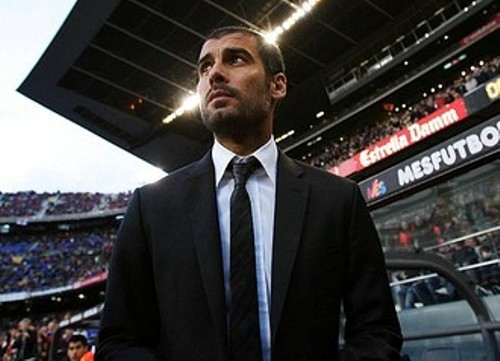
페프 과르디올라는 바르셀로나에서 가장 선공한 감독으로, 그의 임기에 14번의 우승을 거두었다

바르셀로나의 최장수 감독은 잭 그린웰로 두 차례에 걸쳐 바르사의 감독을 역임했고,(1917-1924, 1931-1933) 페프 과르디올라는 4년 동안 14개의 대회 우승을 거두어 구단 역사상 가장 성공적인 감독이다. 가장 성공적인 바르셀로나 선수는 리오넬 메시로 32개 대회를 우승한 안드레스 이니에스타를 제치고 35번의 공식 대회에 우승한 구단의 가장 성공적인 선수였다.
바르셀로나의 캄 노우는 유럽 최대 경기장이기도 하다. 1986년 3월 3일, 유벤투스와의 유러피언컵 8강전 경기에서 안방에 120,000명이 웅집하기도 했다. 1990년대에 캄 노우를 현대화하고, 전좌석 구장으로 전환하여 수용 인원이 99,354로 줄은 것으로 인해 향후에 현 기록을 경신할 가능성은 희박하다.
1951-52 시즌의 1군 선수단은 5개 우승컵의 바르사(El Barça de les Cinc Copes)로 수식되는 스페인 축구 역사상 최초로 단일 시즌에 5개 우승했다. UEFA의 주관 대회가 아닌 인터시티스 페어스컵까지 포함할 경우 바르셀로나는 1955년 이래 매 시즌 유럽대항전에 개근한 유일한 구단이기도 하다. 2009년 12월 18일, 유일하게 대륙 3관왕을 기록한 스페인 구단으로 이름을 올린 것 외에도, 유럽 구단으로는 처음으로 단일 연도에 6개 대회를 우승한(6관왕) 첫 구단으로 기록이 되었다. 2018년 1월, 바르셀로나는 필리피 코치뉴를 리버풀에서 €120M에 입단하여 구단 역사상 최고 이적료 기록을 경신했다. 2017년 8월, 바르셀로나의 네이마르는 파리 생제르맹으로 역대 최고 이적료인 €222M에 구단을 떠났다.
2016년, 바르셀로나의 농장은 국제 체육 연구회(CIES, International Centre for Sports Studies)에서 최상급 선수들을 배출한 유소년부 2위에 올랐다.

## 유니폼과 문양

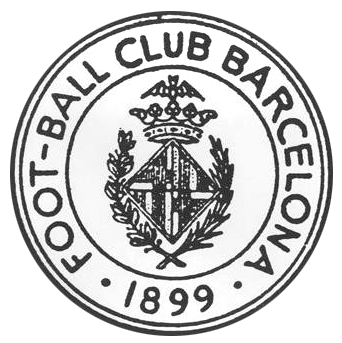
바르사가 1899년부터 1910년까지 사용한 초창기 문양 이후 1910년에 카를레스 쿠마말라가 고안한 문양을 현재까지 약간의 변화만 주며 사용했다

구단의 초창기 문양은 4등분한 마름모의 문양에 아라곤 왕관과 차이메 왕의 박쥐가 얹혀 있는 형태로, 월계수와 야자수 가지가 양옆을 둘러쌌다. 구단 문양은 바르셀로나의 휘장과 유사점이 많았는데, 이는 구단과 도시가 동일시 되게 인식되고 싶은 구단의 야망에서 비롯되었다. 1910년, 구단은 새 문양을 고안하기 위해 공모전을 열었다. 공모전 우승자는 카를레스 쿠말랄라로, 당시 구단 소속으로 활약했다. 쿠마말라의 문양 구조는 현재까지도 약간의 변형 외에 큰 변화 없이 현재까지 사용되어 왔다. 문양 좌측 상단에는 성 게오르기우스 십자가 그 옆에는 카탈루냐 기가 배치되어 있고, 하단에는 구단 색상의 줄무늬로 채워져 있다.
파랑과 클라르 줄무늬 색상의 유니폼은 1900년에 이스파니아와의 경기에서 처음 착용했다. 파랑 클라르 줄무늬의 바르셀로나 유니폼 색상이 결정되는 데에는 여러 설이 얽혀있다. 초대 회장의 아들 아서 위티는 부친이 머천트 테일러스 남학교 선수단 색상과 동일하게 하자라는 제안에서 유래했다고 주장했다. 토니 스트루벨 작가의 또다른 설에 따르면 색상은 로베스피에르의 제1공화국에서 유래했다는 것이었다. 카탈루냐에서 흔히 통용되는 설로는 요한 감퍼가 고향 바젤의 색상을 차용했다는 것이었다.
1998년을 기점으로 구단은 나이키과 계약을 맺었다. 2016년, 계약 기간은 2028년까지 연장되었고, 계약 금액은 역대 최고액인 연간 €155M이었다. 이 계약에는 바르셀로나가 유럽대항전 진출에 실패하거나 라 리가에서 강등될 경우 계약은 언제든지 종료될 수 있다는 구단에 불리한 조항이 붙어있다.
| 1899년 초창기 유니폼. | 1920년대를 기점으로 사용된 고유의 바르셀로나 유니폼. | 바르셀로나는 2015-16 시즌에 가로 줄무늬 유니폼을 사용했다. | 구단은 2019-20 시즌에 체스판 무늬 유니폼을 착용했다. | 구단은 문양으로부터 비롯된 상의와 파랑-클라르 색상이 반반인 하의을 2021-22 시즌에 사용했다. |

### 유니폼 제작사 및 협찬사

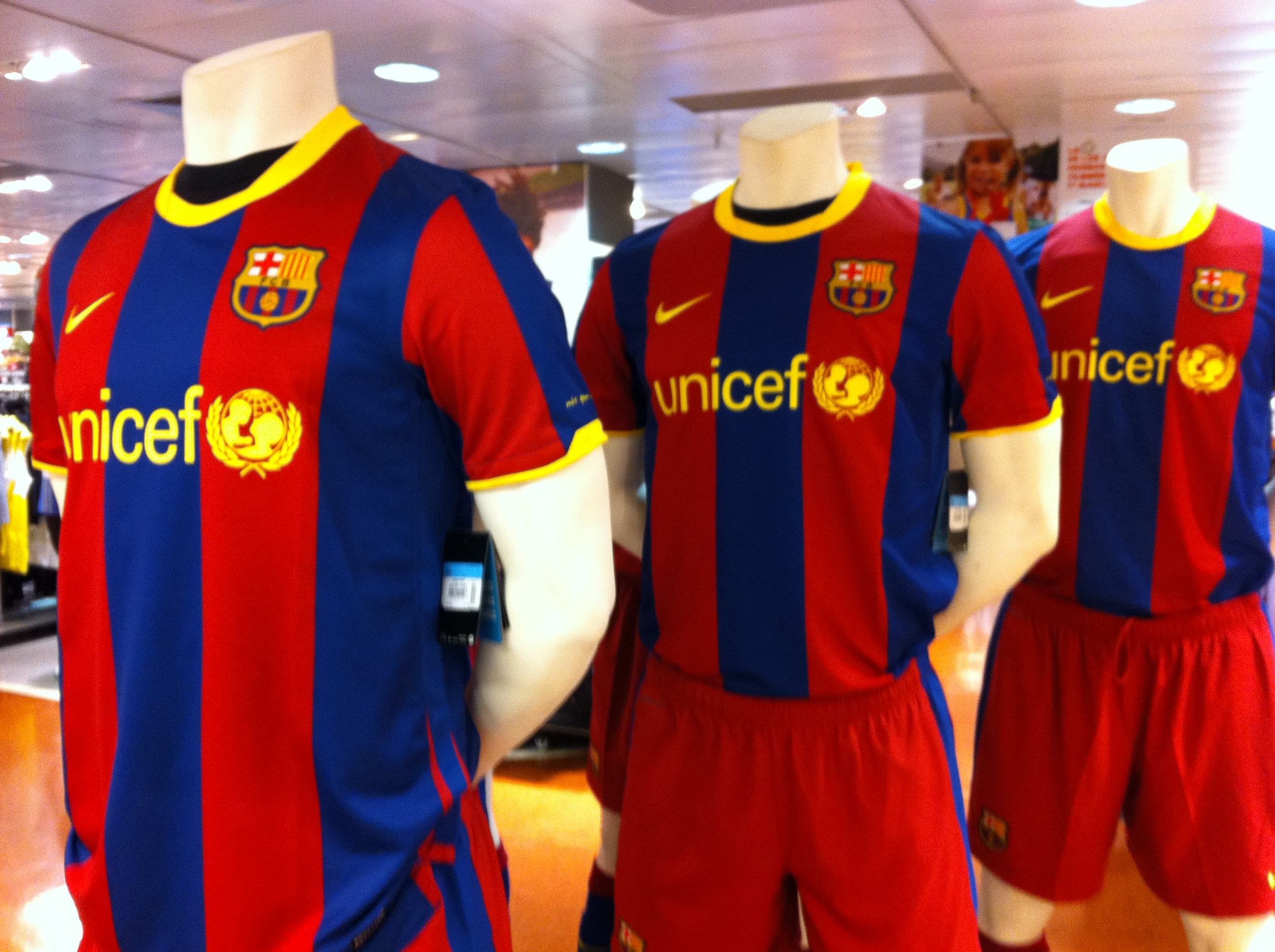
1998년을 기점으로 바르셀로나의 공식 유니폼은 나이키가 제작했다

| 기간      | 제조사 | 주 협찬사             | 부 협찬사                               |
| --------- | ------ | --------------------- | --------------------------------------- |
| 1899–1982 | 없음   | 없음                  | 없음                                    |
| 1982–1992 | 메이바 | 없음                  | 없음                                    |
| 1992–1998 | 카파   | 없음                  | 없음                                    |
| 1998–2004 | 나이키 | 없음                  | 없음                                    |
| 2004–2006 | 나이키 | 없음                  | TV3 (왼쪽 소매)                         |
| 2006–2011 | 나이키 | UNICEF                | TV3 (왼쪽 소매)                         |
| 2011–2013 | 나이키 | 카타르 재단           | TV3 (왼쪽 소매) / UNICEF (유니폼 후면)  |
| 2013–2014 | 나이키 | 카타르 항공 (€30M/년) | UNICEF (유니폼 후면)                    |
| 2014–2017 | 나이키 | 카타르 항공 (€30M/년) | 베코 (왼쪽 소매) & UNICEF (유니폼 후면) |
| 2017–2021 | 나이키 | 라쿠텐 (€55M/년)      | 베코 (왼쪽 소매) & UNICEF (유니폼 후면) |
| 2021–2022 | 나이키 | 라쿠텐 (€55M/년)      | UNICEF (유니폼 후면)                    |
| 2022–     | 나이키 | 스포티파이            | UNHCR (유니폼 후면)                     |

## 경기장

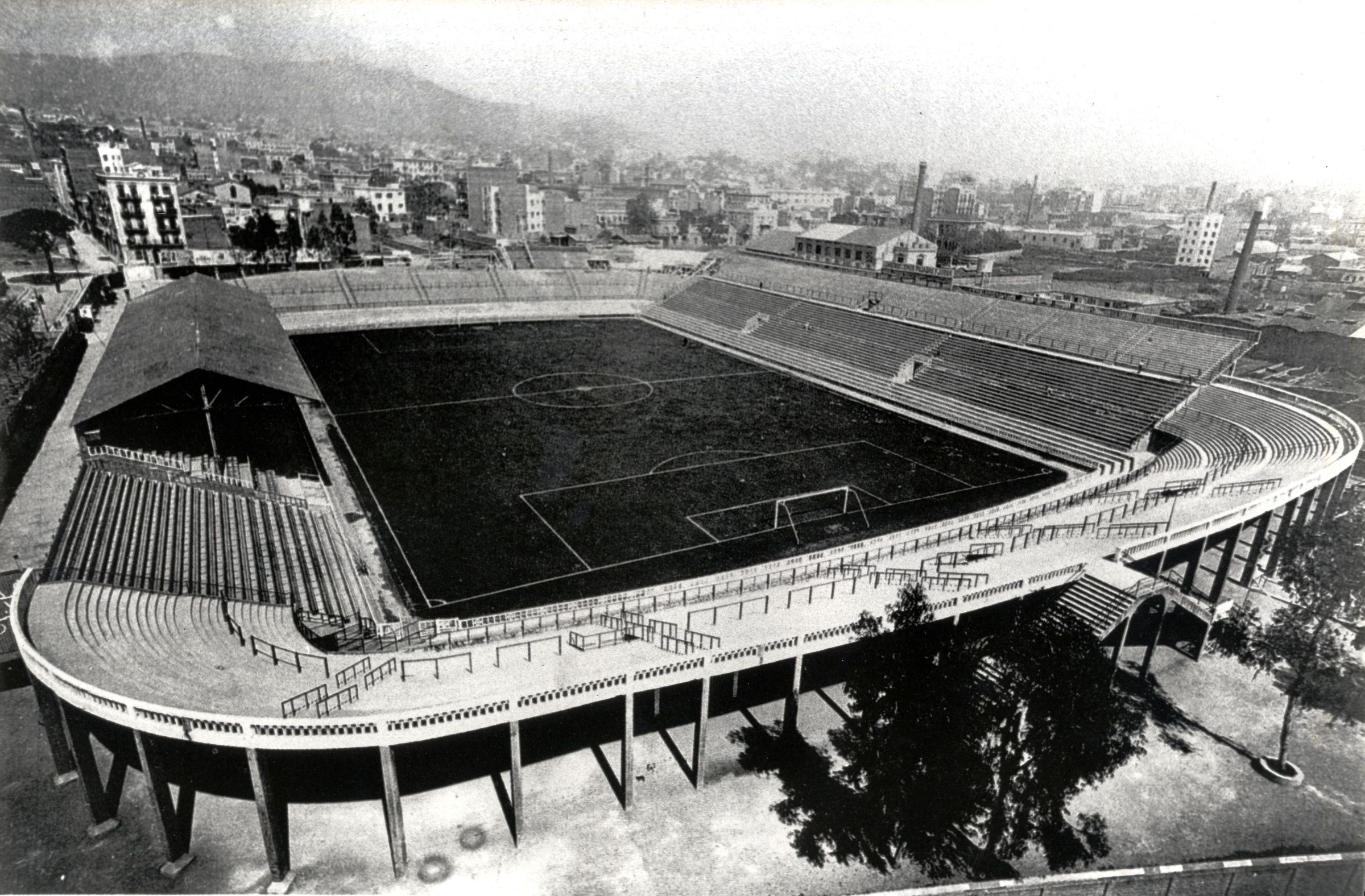
1939년의 레스 코르츠. 이 구장은 1957년에 캄 노우로 구장을 이전하기 전까지 사용했다.

바르셀로나의 첫 구장은 라 인두스트리아였다. 이 구장은 6,000명의 관중을 수용할 수 있는데, 구단 수뇌부는 라 인두스트리아의 시설로는 늘어나는 구단 회원 규모를 감당하지 못한다고 판단하여 새 구장을 물색했다.
1922년, 지지자의 규모는 20,000명을 돌파하면서 자금을 구단에 빌려 바르사는 보다 더 큰 규모의 구장인 레스 코르츠 구장을 건립할 수 있었고, 처음에 이 구장의 수용 인원은 20,000명이었다. 스페인 내전 이후 구단은 더 많은 회원과 경기를 관람하는 관중들을 끌어모았다. 이로 인해 레스 코르츠는 몇 차례 확장 공사를 감행했다: 주 관중석을 1944년에, 남측 관중석을 1946년에, 그리고 북쪽 관중석을 1950년에 확장했다. 모든 확장 공사를 완료한 레스 코르츠는 60,000명을 수용할 수 있는 구장으로 탈바꿈했다.
구장 확장 공사가 완료되고 레스 코르츠를 확장할 부지가 없었다. 1948년과 1949년에 연속으로 라 리가를 제패하고 1950년 6월에 훗날 256경기에서 196골을 융단폭격한 쿠벌러 라슬로를 영입하면서 더 많은 관중들이 경기를 관전하러 구장을 찾았다. 구단은 구장 신축 계획에 착수했다. 캄 노우 신축은 60,000명의 바르사 지지자들이 지켜보는 가운데 1954년 3월 28일에 착공했다. 기공식은 펠리페 아세도 콜룽가가 지켜보는 가운데 바르셀로나 대주교 그레고리오 모드레고의 송축과 함께 진행되었다. 구장 신축은 3년 뒤인 1957년 9월 24일에 마무리되어 본래 예산보다 336%를 넘긴 288M Ptas의 비용이 소요되었다.

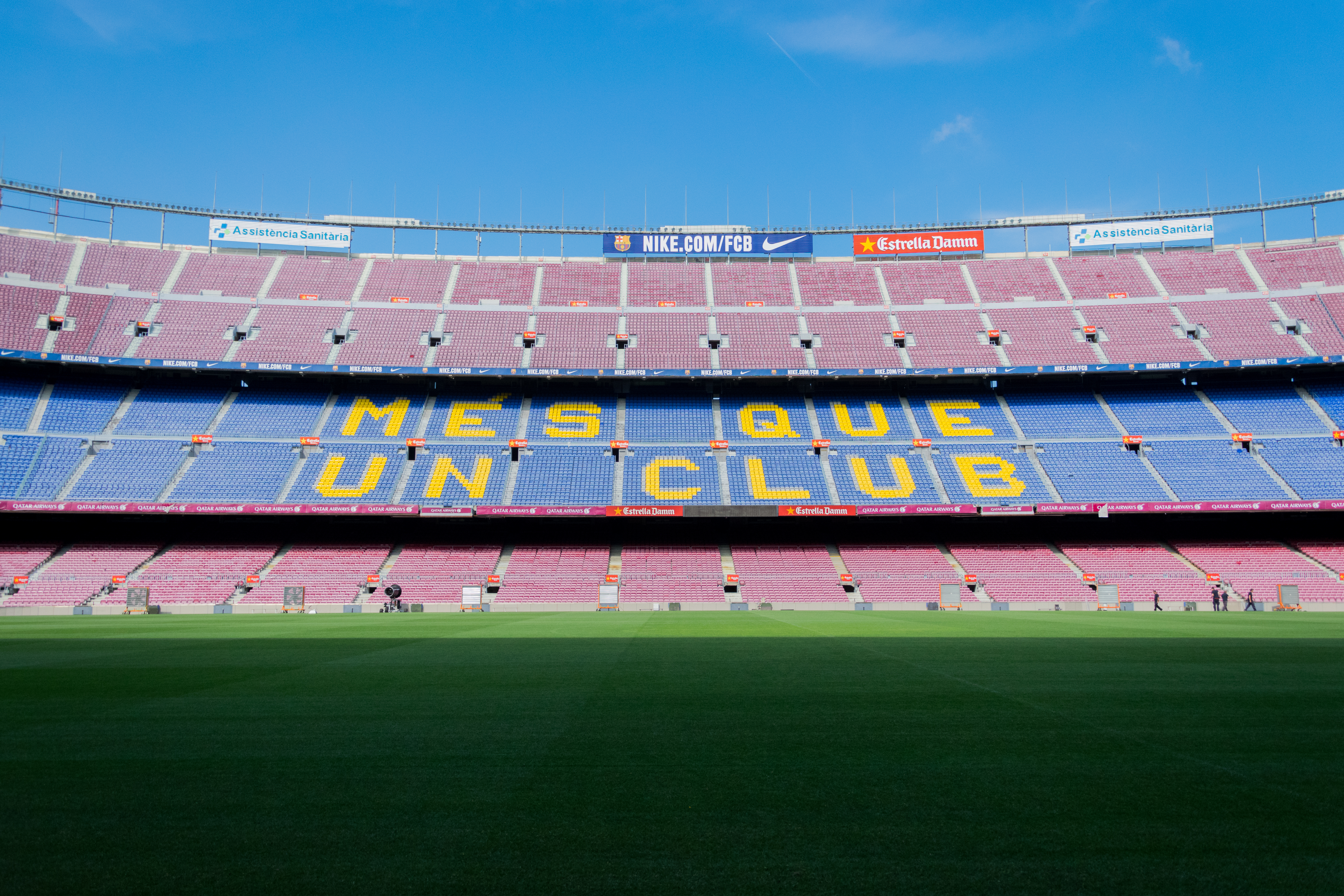
캄 노우의 관중석 한켠에는 바르셀로나의 좌우명인 구단 그 이상(Més que un club)이 새겨져 있다.

1980년, 구장이 UEFA 기준을 맞출 필요가 있음에 따라, 구단은 기금을 통해 지지자가 저렴한 금액에 벽돌에 자신의 이름을 새길 수 있도록 했다. 이후, 이 사태는 마드리드 측에서 벽돌 중에 하나가 레알 마드리드의 회장이었던 산티아고 베르나베우의 이름이 새겨진 것이 확인되어 논란이 있었다. 1992년 하계 올림픽을 준비하기 위해 관중석 두 단이 기존의 지붕이 있던 자리에 설치되었다. 현재 99,354명을 수용할 수 있는 캄 노우는 현재 유럽 최대 경기장이다.
2021년 12월, 88%라는 역대 최고의 지지율로 구단의 각종 시설을 재단장하는 바르사 공간(Espai Barça) 프로젝트의 시행을 찬성했는데, 이는 바르셀로나 역사상 최초의 전자투표로 의결된 사안이었다. 본래 프로젝트는 2021년에 완료될 예정이었으나, 현재 2025년 완료를 목표로 하향조정했고, 소요 비용은 €1.5B의 기금이 될 것으로 보았다.
캄 노우 외에도 현재 사용되는 바르셀로나의 시설로는 다음과 같다: 요한 감퍼 체육 도시 (바르셀로나 훈련장), 농장-오리올 토르트 유소년 센터 (유소년부 기숙사), 요한 크라위프 경기장 (2군과 여자부 구장), 파랑-클라르 궁전 (바르셀로나 실내 구장), 파랑-클라르 궁전 2구장(바르셀로나 제2 실내 구장), 젤 궁전 (바르셀로나 빙상)

## 우승 기록

### 국내 대회
- 라리가 우승 28회
  - 우승: 1929, 1944–45, 1947–48, 1948–49, 1951–52, 1952–53, 1958–59, 1959–60, 1973–74, 1984–85, 1990–91, 1991–92, 1992–93, 1993–94, 1997–98, 1998–99, 2004–05, 2005–06, 2008–09, 2009–10, 2010–11, 2012–13, 2014–15, 2015–16, 2017–18, 2018–19, 2022–23 2024-25

- 코파 델 레이 우승 32회 (최다 우승)
  - 우승: 1910, 1912, 1913, 1920, 1922, 1925, 1926, 1928, 1942, 1951, 1952, 1952–53, 1957, 1958–59, 1962–63, 1967–68, 1970–71, 1977–78, 1980–81, 1982–83, 1987–88, 1989–90, 1996–97, 1997–98, 2008–09, 2011–12, 2014–15, 2015–16, 2016–17, 2017–18, 2020–21,2024-25

- 수페르코파 데 에스파냐 우승 14회 (최다 우승)
  - 우승: 1983, 1991, 1992, 1994, 1996, 2005, 2006, 2009, 2010, 2011, 2013, 2016, 2018, 2023, 2025

- 코파 에바 두아르테 우승 3회 (최다 우승)
  - 우승: 1948, 1952, 1953

- 코파 데 라 리가 우승 2회 (최다 우승)
  - 우승: 1983, 1986

### 대륙 대회
- 유러피언컵 / 챔피언스리그 우승 5회
  - 우승: 1991-92, 2005-06, 2008-09, 2010-11, 2014-15

- 컵위너스컵 우승 4회 (최다 우승)
  - 우승: 1978-79, 1981-82, 1988-89, 1996-97

- UEFA 슈퍼컵 우승 5회 (공동 최다 우승)
  - 우승: 1992, 1997, 2009, 2011, 2015

- 인터시티스 페어스컵 우승 3회 (최다 우승)
  - 우승: 1955-58, 1958-60, 1965-66

- 코파 라티나 우승 2회 (공동 최다 우승)
  - 우승: 1949, 1952

### 세계 대회
- 클럽 월드컵 우승 3회
  - 우승: 2009, 2011, 2015

2015년, 바르셀로나는 국제 어린이 사회 자선 단체 우정을 위한 축구로부터 나인 밸류스 컵을 받았다.

## 선수
위키백과에 개설된 전직 및 현직 바르셀로나의 모든 선수들의 목록을 확인하려면 분류:FC 바르셀로나의 축구 선수를 확인하십시오.
스페인 구단은 비유럽연합 선수를 최대 3명까지 선수단에 넣을 수 있다. 다음 선수 명단은 각 선수들의 제1국적만을 표시했다. 일부 비유럽 선수들은 유럽연합 국가의 복수국적을 지니고 있다. 또한 코토누 조약을 맺은 ACP국가들은 콜파크 판결에 따라 비유럽 국가로 간주되지 않는다.

### 현재 선수 명단
2025년 2월 28일 기준
참고: FIFA 자격 규정에 따라 소속된 국가대표팀 국기를 표시합니다. 선수는 복수의 FIFA 비회원국 국적을 가지고 있을 수 있습니다.
| 번호 | 포지션 | 국적     | 이름                             |
| ---- | ------ | -------- | -------------------------------- |
| 1    | GK     |          | 마르크-안드레 테어 슈테겐 (주장) |
| 2    | DF     |          | 파우 쿠바르시                    |
| 3    | DF     |          | 알레한드로 발데                  |
| 4    | DF     | 우루과이 | 로날드 아라우호 (부주장)         |
| 5    | DF     |          | 이니고 마르티네스                |
| 6    | MF     |          | 가비                             |
| 7    | FW     |          | 페란 토레스                      |
| 8    | MF     |          | 페드리                           |
| 9    | FW     |          | 로베르트 레반도프스키            |
| 10   | FW     |          | 안수 파티                        |
| 11   | FW     |          | 하피냐                           |
| 13   | GK     |          | 이냐키 페냐                      |

| 번호 | 포지션 | 국적 | 이름                  |
| ---- | ------ | ---- | --------------------- |
| 14   | MF     |      | 파블로 토레           |
| 15   | DF     |      | 안드레아스 크리스텐센 |
| 16   | MF     |      | 페르민 로페스         |
| 17   | MF     |      | 마르크 카사도         |
| 18   | FW     |      | 파우 빅토르           |
| 19   | FW     |      | 라민 야말             |
| 20   | MF     |      | 다니 올모             |
| 21   | MF     |      | 프렝키 더 용          |
| 23   | DF     |      | 쥘 쿤데               |
| 24   | DF     |      | 에리크 가르시아       |
| 25   | GK     |      | 보이치에흐 슈쳉스니   |

### 2군 차출 명단
참고: FIFA 자격 규정에 따라 소속된 국가대표팀 국기를 표시합니다. 선수는 복수의 FIFA 비회원국 국적을 가지고 있을 수 있습니다.
| 번호 | 포지션 | 국적 | 이름                |
| ---- | ------ | ---- | ------------------- |
| 26   | GK     |      | 안데르 아스트랄라가 |
| 27   | MF     |      | 우나이 에르난데스   |
| 28   | MF     |      | 마르크 베르날       |
| 30   | MF     |      | 파우 프림           |
| 31   | GK     |      | 디에고 코첸         |
| 32   | DF     |      | 엑토르 포르트       |

| 번호 | 포지션 | 국적 | 이름            |
| ---- | ------ | ---- | --------------- |
| 35   | DF     |      | 제라르드 마르틴 |
| 36   | DF     |      | 세르지 도밍게스 |
| 37   | MF     |      | 킴 준옌트       |
| 38   | DF     |      | 알렉시스 올메도 |
| 39   | DF     |      | 안드레스 쿠엔카 |
| 42   | FW     |      | 토니 페르난데스 |

### 그 외 계약 선수
참고: FIFA 자격 규정에 따라 소속된 국가대표팀 국기를 표시합니다. 선수는 복수의 FIFA 비회원국 국적을 가지고 있을 수 있습니다.
| 번호 | 포지션 | 국적 | 이름 |
| ---- | ------ | ---- | ---- |

### 임대 선수 명단
참고: FIFA 자격 규정에 따라 소속된 국가대표팀 국기를 표시합니다. 선수는 복수의 FIFA 비회원국 국적을 가지고 있을 수 있습니다.
| 번호 | 포지션 | 국적 | 이름                                  |
| ---- | ------ | ---- | ------------------------------------- |
| —    | DF     |      | 클레망 랑글레 (→ 아틀레티코 마드리드) |
| —    | DF     |      | 알렉스 바예 (→ 셀틱)                  |

| 번호 | 포지션 | 국적 | 이름                        |
| ---- | ------ | ---- | --------------------------- |
| —    | MF     |      | 오리올 로메우 (→ 지로나)    |
| —    | FW     |      | 비토르 호케 (→ 레알 베티스) |

## 구단 인사

### 현 감독진
| 지위        | 이름                                                                                            |
| ----------- | ----------------------------------------------------------------------------------------------- |
| 감독        | 한지 플리크                                                                                     |
| 수석 코치   | 오스카르 에르난데스 세르히오 알레그레                                                           |
| 골키퍼 코치 | 호세 라몬 데 라 푸엔테                                                                          |
| 체력 코치   | 이반 토레스                                                                                     |
| 분석가      | 세르히오 가르시아 토니 로보 다비드 프라츠                                                       |
| 물리치료사  | 후안호 브라우 차비 린데 차비 로페스 차비에르 엘라인 조르디 메살례스 세바스 살라스 다니엘 베니토 |
| 구단 주치의 | 리카르드 프루나 차비에르 양과스 다니엘 플로리트                                                 |
| 대변인      | 카를레스 나발                                                                                   |

2021년 11월 10일 기준
 출처: xavi-hernandez-and-his-staff

### 축구부 관리진
| 지위                               | 이름                                              |
| ---------------------------------- | ------------------------------------------------- |
| 단장                               | 스페인                                            |
| 국제부 담당                        | 네덜란드 · 스페인                                 |
| 국내 스카우터 유소년 스카우터 담당 | 호세 마리 바케로                                  |
| 바르셀로나 B 감독                  | 라파엘 마르케스                                   |
| 유소년부 단장                      | 호세 라몬 알렉상코                                |
| 축구 전술 담당                     | 파코 세이룰료                                     |
| 유소년 축구 지도사                 | 알베르트 카펠랴스 시고르 알레상코 토니 에르난데스 |
| 청년부 A 감독                      | 오스카르 로페스                                   |
| 청년부 B 감독                      | 이반 콰드라도                                     |
| FUTBOL 11 총담당자                 | 세르지 밀라                                       |
| FUTBOL 7 총담당자                  | 마르크 세라                                       |
| 연하부 A 이하 골키퍼 지도사        | 헤수스 운수에                                     |

2022년 6월 28일 기준
 출처: FC Barcelona

## 수뇌부

### 이사진
| 지위                                       | 이름                      |
| ------------------------------------------ | ------------------------- |
| 회장                                       | 주아 라포르타             |
| 수석 부회장 현장 총책임자 바르사 재단 총괄 | 라파엘 유스테             |
| 부회장 재정 총책임자                       | 에두아르드 로메우         |
| 시설 부회장                                | 엘레나 포르트             |
| 부회장 사회망 총책임자                     | 안토니오 에스쿠데로       |
| 부회장 홍보 총책임자                       | 줄리 구이우               |
| 재무                                       | 페란 올리베               |
| 구단 비서 농구 총책임자                    | 주제프 쿠벨스             |
| 대리 조언가 부책임자                       | 주제프 마리아 알베르트    |
| 링크 하키 총책임자                         | 차비에르 바르바니         |
| 보안 총책임자                              | 알폰스 카스트로           |
| '바르사 공간' 총책임자                     | 조르디 랴우라도           |
| 소통 총책임자                              | 주제프 이그나시 마시아    |
| 풋살 총책임자                              | 아우렐리 마스             |
| 여자 축구 총책임자                         | 차비에르 푸츠             |
| 핸드볼 총책임자                            | 주안 솔레                 |
| 유소년 축구 총책임자                       | 주안 솔레르               |
| 구단 이사                                  | 미켈 캄스 앙헬 리우달바스 |

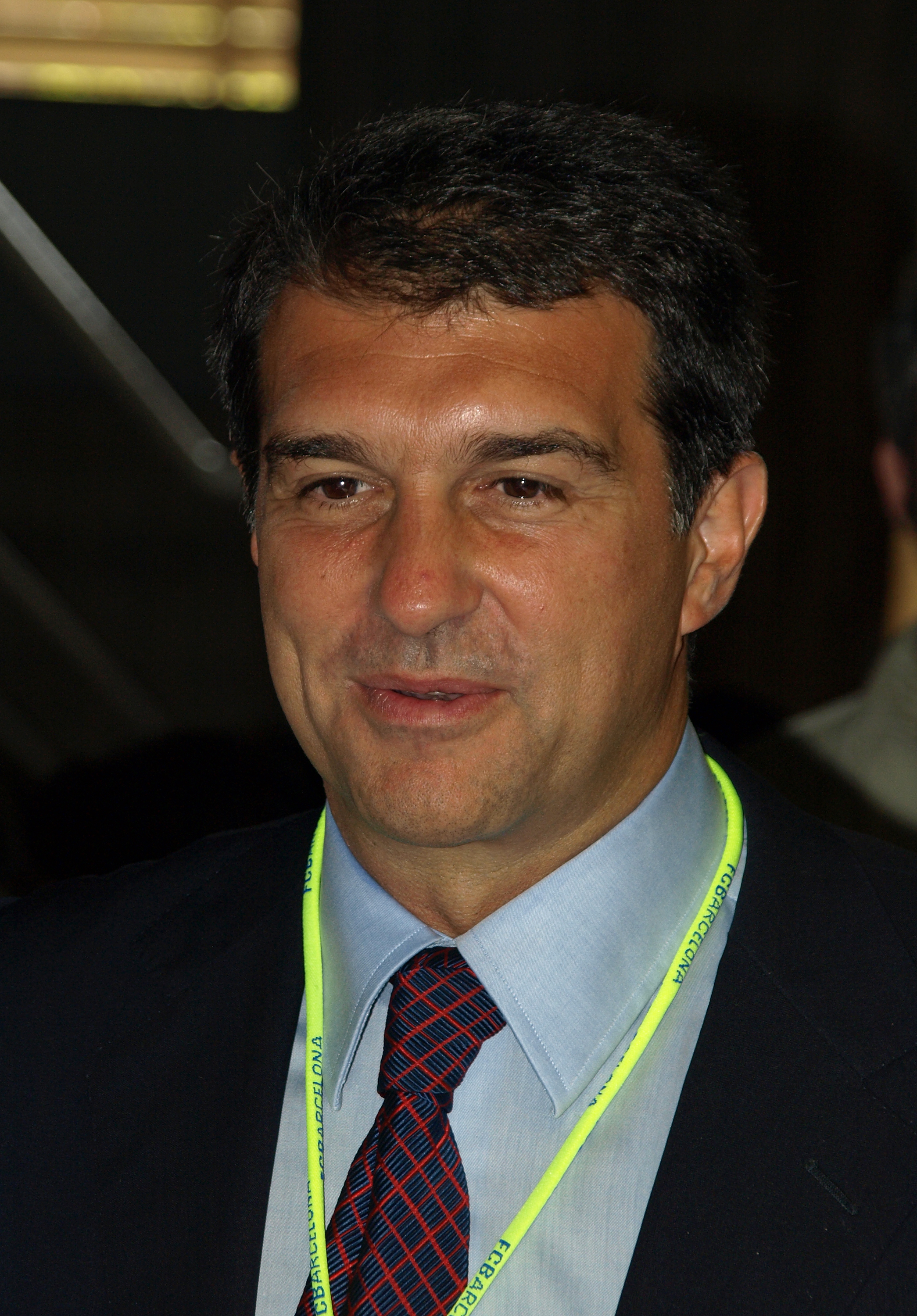
주안 라포르타가 현임 바르셀로나 회장이다.

2022년 3월 17일 기준
 출처: FC Barcelona

## 영화 출연
| 연도      | 제목                                                                                      | 감독                                       |
| --------- | ----------------------------------------------------------------------------------------- | ------------------------------------------ |
| 1974      | 바르사, 축구단 바르셀로나의 75년사 (Barça, 75 años de historia del Fútbol Club Barcelona) | 조르디 펠리우                              |
| 1998–1999 | 올해는, 100주년! (Aquest any, cent!)                                                      | 안토니 바사스                              |
| 2014      | FC 바르셀로나의 역사 (Història del FC Barcelona)                                          | 산티아고 가르가요                          |
| 2018      | 감퍼, 바르사의 발명가 (Gamper, l'inventor del Barça)                                      | 조르디 페레론스                            |
| 2019      | 사기, 바르사의 선구자 (La Sagi, una pionera del Barça)                                    | 프란세스크 에스크리바노 주제프 세라 마테우 |

## 같이 보기
- 지지자가 소유한 스포츠 구단 목록
- 농장
- 바르셀로나 페메니
- 바르셀로나 B
- 바르셀로나 C
- 바르셀로나 풋살
- 바스케트
- 바르셀로나 한드볼
- 바르셀로나 볼레이볼

## 참고 문헌
- Arnaud, Pierre; Riordan, James (1998). 《Sport and international politics》. Taylor & Francis. ISBN 978-0-419-21440-3.
- Ball, Phill (2003). 《Morbo: The Story of Spanish Football》. WSC Books Limited. ISBN 978-0-9540134-6-2.
- Burns, Jimmy (1998). 《Barça: A People's Passion》. Bloomsbury Publishing. ISBN 978-0-7475-4554-5.
- Chadwick, Simon; Arthur, Dave (2007). 《International cases in the business of sport》. Butterworth-Heinemann. ISBN 978-0-7506-8543-6.
- Desbordes, Michael (2007). 《Marketing and football: an international perspective》. Butterworth-Heinemann. ISBN 978-0-7506-8204-6.
- Dobson, Stephen; Goddard, John A. (2001). 《The economics of football》. Cambridge University Press. ISBN 978-0-521-66158-4.
- Eaude, Michael (2008). 《Catalonia: a cultural history》. Oxford University Press. ISBN 978-0-19-532797-7.
- Ferrand, Alain; McCarthy, Scott (2008). 《Marketing the Sports Organisation: Building Networks and Relationships》. Taylor & Francis. ISBN 978-0-415-45329-5.
- Fisk, Peter (2008). 《Business Genius: A More Inspired Approach to Business Growth》. John Wiley and Sons. ISBN 978-1-84112-790-3.
- Ghemawat, Pankaj (2007). 《Redefining global strategy: crossing borders in a world where differences still matter》. Harvard Business Press. 2쪽. ISBN 978-1-59139-866-0.
- Farred, Grant (2008). 《Long distance love: a passion for football》. Temple University Press. ISBN 978-1-59213-374-1.
- Ferrand, Alain; McCarthy, Scott (2008). 《Marketing the Sports Organisation: Building Networks and Relationships》. Taylor & Francis. ISBN 978-0-415-45329-5.
- King, Anthony (2003). 《The European ritual: football in the new Europe》. Ashgate Publishing, Ltd. ISBN 978-0-7546-3652-6.
- Kleiner-Liebau, Désirée (2009). 《Migration and the Construction of National Identity in Spain》 15. Iberoamericana Editorial. ISBN 978-84-8489-476-6.
- Murray, Bill (1998). 《The world's game: a history of soccer》. University of Illinois Press. ISBN 978-0-252-06718-1.
- Peterson, Marc (2009). 《The Integrity of the Game and Shareholdings in European Football Clubs》. GRIN Verlag. ISBN 978-3-640-43109-0.
- Raguer, Hilari (2007). 《The Catholic Church and the Spanish Civil War》 11. Routledge. ISBN 978-0-415-31889-1.
- Shubert, Adrian (1990). 《A social history of modern Spain》. Routledge. ISBN 978-0-415-09083-4.
- Snyder, John (2001). 《Soccer's most wanted: the top 10 book of clumsy keepers, clever crosses, and outlandish oddities》. Brassey's. ISBN 978-1-57488-365-7.
- Spaaij, Ramón (2006). 《Understanding football hooliganism: a comparison of six Western European football clubs》. Amsterdam University Press. ISBN 978-90-5629-445-8.
- Witzig, Richard (2006). 《The Global Art of Soccer》. CusiBoy Publishing. ISBN 978-0-9776688-0-9.